# George Washington
George Washington (Westmoreland, Virginia, Trece Colonias, 22 de febrero de 1732-Mount Vernon, Virginia, Estados Unidos, 14 de diciembre de 1799) fue el primer presidente de los Estados Unidos entre 1789 y 1797 y comandante en jefe del Ejército Continental revolucionario en la guerra de la Independencia de los Estados Unidos (1775-1783). En los Estados Unidos se le considera el padre de la Patria. Es considerado uno de los Padres Fundadores de los Estados Unidos junto con John Adams, Benjamin Franklin, Alexander Hamilton, John Jay, Thomas Jefferson y James Madison.
Washington empezó a ganar condecoraciones armando tropas de la colonia de Virginia para apoyar al Imperio británico durante la Guerra Franco-Indígena (1754-1763), un conflicto que él inadvertidamente ayudó a iniciar.
El Congreso Continental designó a Washington comandante en jefe del Ejército Continental en 1775. Al año siguiente, los británicos fueron desalojados de Boston, perdieron la ciudad de Nueva York y fueron derrotados en Trenton, Nueva Jersey, ante la sorpresa que causó Washington cruzando el río Delaware. Debido a su estrategia, fuerzas revolucionarias capturaron a los dos ejércitos principales de combate británicos en la batalla de Saratoga y en la de Yorktown. En negociación con el Congreso, los estados coloniales y los aliados franceses, mantuvo un ejército débil y una nación frágil en medio de las amenazas de desintegración y fracaso. Después de liderar la victoria estadounidense en la guerra de la Independencia, renunció a sus cargos militares y regresó a la vida en su plantación de Mount Vernon, acto que le trajo aún más renombre.
En 1787, presidió la Convención de Filadelfia que esbozó la Constitución de los Estados Unidos de América y en 1789, fue elegido de manera unánime como el primer presidente de los Estados Unidos. Trató de crear una nación capaz de sostener la paz con sus países vecinos. Su Proclama de la Neutralidad de 1793 sirvió de base para evitar cualquier implicación en conflictos extranjeros. Apoyó los planes de construir un gobierno central fuerte mediante el pago de la deuda nacional, la aplicación de un sistema fiscal eficaz y la creación de un banco nacional. Washington evitó la guerra y mantuvo una década de paz con Gran Bretaña con la firma del Tratado Jay (oficialmente titulado «Tratado de amistad, comercio y navegación, entre Su Majestad Británica y los Estados Unidos de América»), en 1794, a pesar de la intensa oposición del Partido Demócrata-Republicano. Aunque nunca se afilió oficialmente al Partido Federalista, apoyaba su programa. Sus dos períodos de gobierno establecieron muchas políticas y tradiciones que existen hasta el día de hoy.
Antes de la finalización de su período de gobierno se retiró nuevamente a la vida civil, estableciendo un importante precedente de transición pacífica que ha servido de ejemplo no solo en los Estados Unidos sino también en otras futuras repúblicas. El Discurso de Despedida de Washington fue una introducción a la virtud republicana y una severa advertencia contra el partidismo, el sectarismo y la participación en guerras en el extranjero. Se le concedió la primera Medalla de Oro del Congreso con el agradecimiento de la Cámara en 1776.
Washington murió en 1799 debido principalmente a un tratamiento para su neumonía, que incluía calomelanos y sangrías, resultando en una combinación de choque hipovolémico, debido a la extracción de hasta 5 pintas americanas (2365,9 cm³) de sangre, así como la asfixia y deshidratación. Henry Lee III fue quien pronunció la oración fúnebre, donde declaró que Washington fue el «primero en la guerra, primero en la paz y primero en el corazón de sus compatriotas».
Los historiadores frecuentemente lo han considerado como uno de los más grandes presidentes de Estados Unidos. Sin embargo, su imagen se vio empañada por su práctica de la esclavitud.

## Biografía

### Infancia y juventud

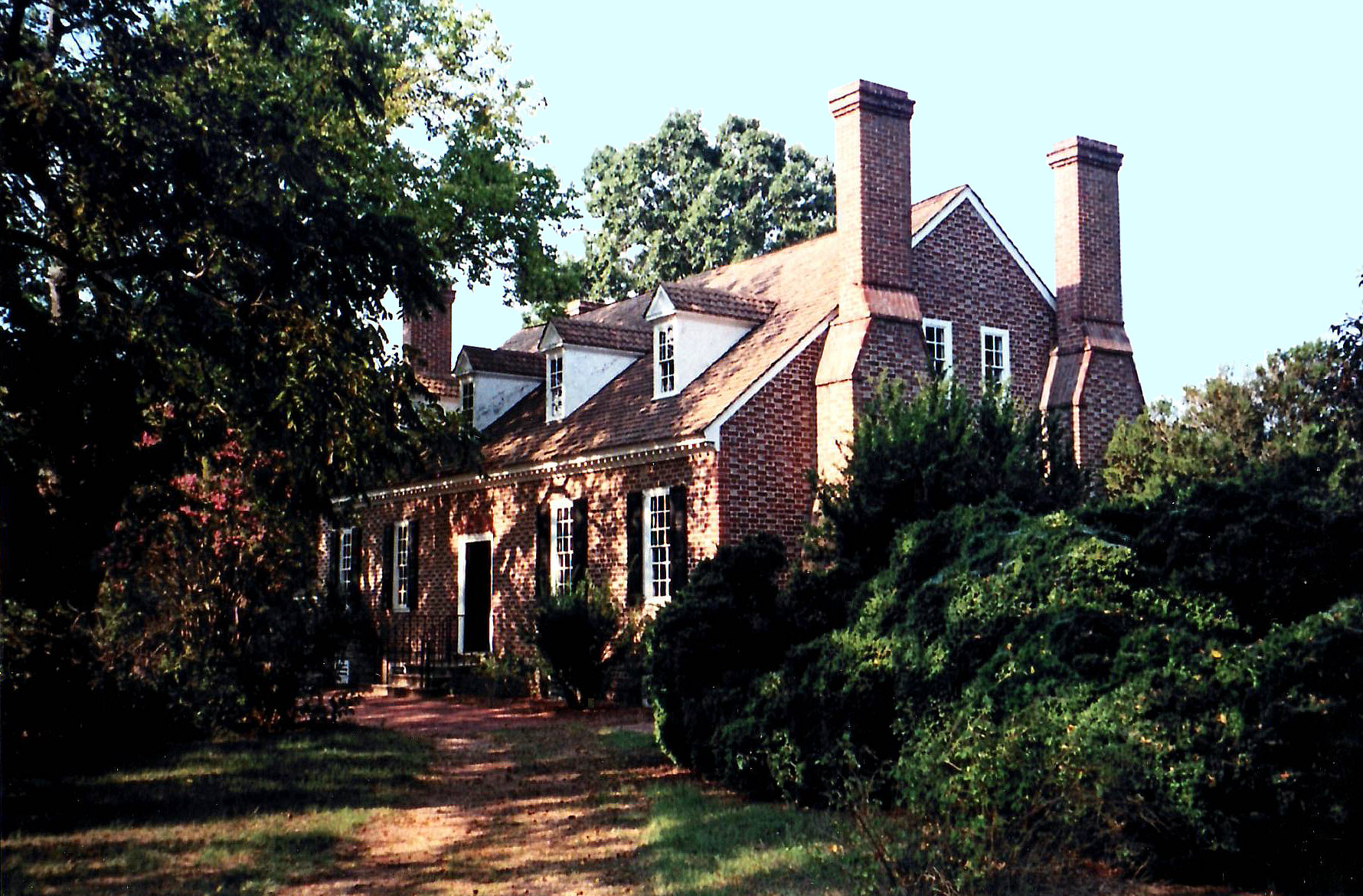
La casa del abuelo de George en el Condado de Westmoreland (Virginia), su lugar de nacimiento.

George Washington nació el 22 de febrero de 1732 como primer hijo de Augustine Washington y su segunda esposa, Mary Ball Washington, en las tierras de Popes Creek,  en el Condado de Westmoreland, Virginia, cerca de la actual Colonial Beach, en el condado de Westmoreland (Virginia). Los antepasados de Washington eran de Sulgrave, Inglaterra. Su bisabuelo, John Washington, emigró a Virginia en 1657. Su padre tuvo cuatro hijos con su primera esposa, Jane Butler: dos murieron jóvenes, pero sobrevivieron otros dos hijos (Lawrence, nacido alrededor del año 1718, y Augustine, nacido alrededor de 1720). Su padre tenía una plantación trabajada por esclavos, aunque luego intentó probar suerte con la extracción de hierro. Durante la juventud de George, los Washington fueron miembros moderadamente prósperos de la aristocracia de Virginia de «mediano rango».
Trasladado a Ferry Farm en el condado de Stafford (Virginia) a los seis años, George fue educado en el hogar por su padre y hermano mayor. «Gus» Washington murió cuando George tenía tan solo once años de edad, después de lo cual Lawrence Washington, su medio hermano, asumió el papel y figura paterna. William Fairfax, el suegro de Lawrence y miembro de la poderosa familia Fairfax, tuvo también una influencia formativa sobre él.
Washington tuvo poca educación formal. En su lugar, fue entrenado como un agrimensor, y adquirió lo que sería un impagable conocimiento del terreno alrededor de su colonia natal de Virginia. La pertenencia de su hermano mayor a la poderosa familia Fairfax, dio al joven George el patrocinio de Thomas Fairfax, sexto Lord Fairfax de Cameron y propietario de Northern Neck, una plantación que abarcaba unos veinte mil kilómetros cuadrados en Virginia.

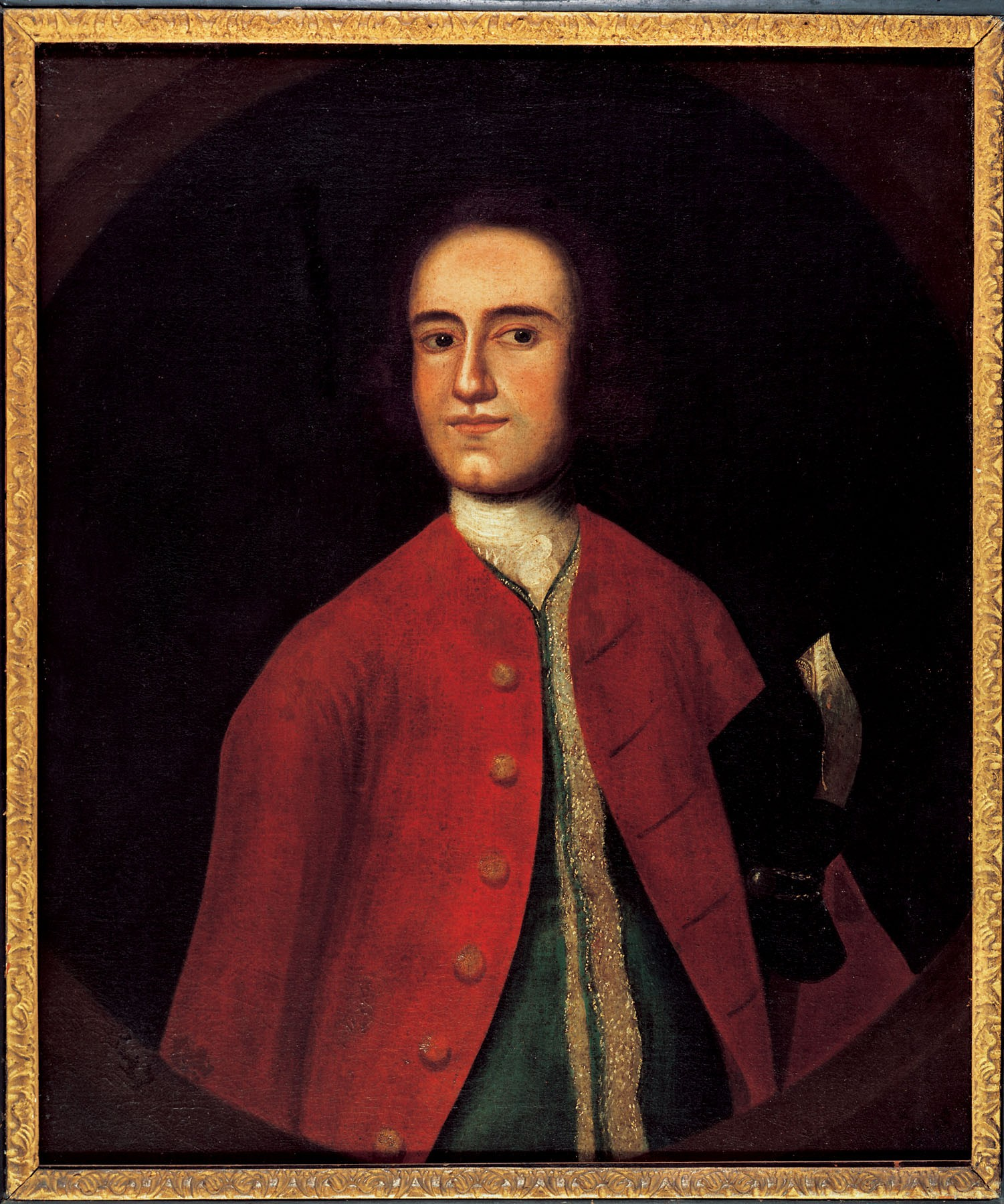
Lawrence Washington fue la mayor influencia en la vida del joven George Washington.

A finales de julio de 1749, inmediatamente después de la creación de la ciudad de Alexandria a lo largo del río Potomac, a la edad de diecisiete años, George fue comisionado como el primer agrimensor del recién creado condado de Culpeper, en el interior de la colonia. Este nombramiento fue asegurado, sin duda, a instancias de Lord Fairfax y su primo William Fairfax, que estaba sentado en el Consejo del Gobernador. Fue un trabajo bien remunerado que le permitió comprar tierra en el valle de Shenandoah, la primera de sus muchas adquisiciones en el oeste de Virginia. Emprendió entonces su carrera como hacendado, definido en su momento como alguien que tenía 20 o más esclavos. En 1748, fue invitado para ayudar al peritaje de las tierras de Lord Fairfax al oeste de la Cordillera Azul. A través de su medio hermano, Lawrence Washington, también trabajó para la Compañía de Ohio, que tenía por objeto explotar las tierras del oeste.
En 1751, George y su medio hermano viajaron a Barbados, hospedándose en Bush Hill House, con la esperanza de que el clima beneficiara la salud de Lawrence, que padecía de tuberculosis. Esta fue la única vez que George Washington viajó fuera de lo que hoy es Estados Unidos. Durante este viaje, Washington contrajo la viruela, que dejó marcada su cara con múltiples cicatrices, pero que lo inmunizó a esta pavorosa enfermedad para el futuro. La salud de Lawrence no mejoró, por lo que optó por regresar a Mount Vernon, donde murió en 1752. Después de la muerte de Lawrence, George se hizo cargo de parte de su herencia y asumió algunos de las funciones de Lawrence como ayudante de la colonia. A finales de 1752, el recién nombrado gobernador de Virginia, Robert Dinwiddie, dividió el mando de la milicia colonial en cuatro regiones y George solicitó uno de los mandos con el rango de mayor. Ese mismo año fue nombrado ayudante general de la milicia de Virginia, encargado de la formación de la milicia en el barrio que se le asignara. A los 21 años, en Fredericksburg, Washington se convirtió en maestre de la Francmasonería, una organización fraternal que tuvo una influencia duradera en él.
En diciembre de 1753, Washington fue solicitado por el gobernador Dinwiddie para llevar un ultimátum británico a los canadienses franceses en la frontera de Ohio. Washington evaluó la fuerza militar francesa y entregó el mensaje a los canadienses franceses de Fort Le Boeuf en Waterford, Pensilvania. El mensaje, que no fue atendido, llamaba a los franco-canadienses a abandonar su avance en Ohio. Las dos potencias coloniales se dirigían hacia el conflicto en todo el mundo. El informe de Washington sobre el asunto fue muy leído a ambos lados del Atlántico.

### Guerra Franco-Indígena

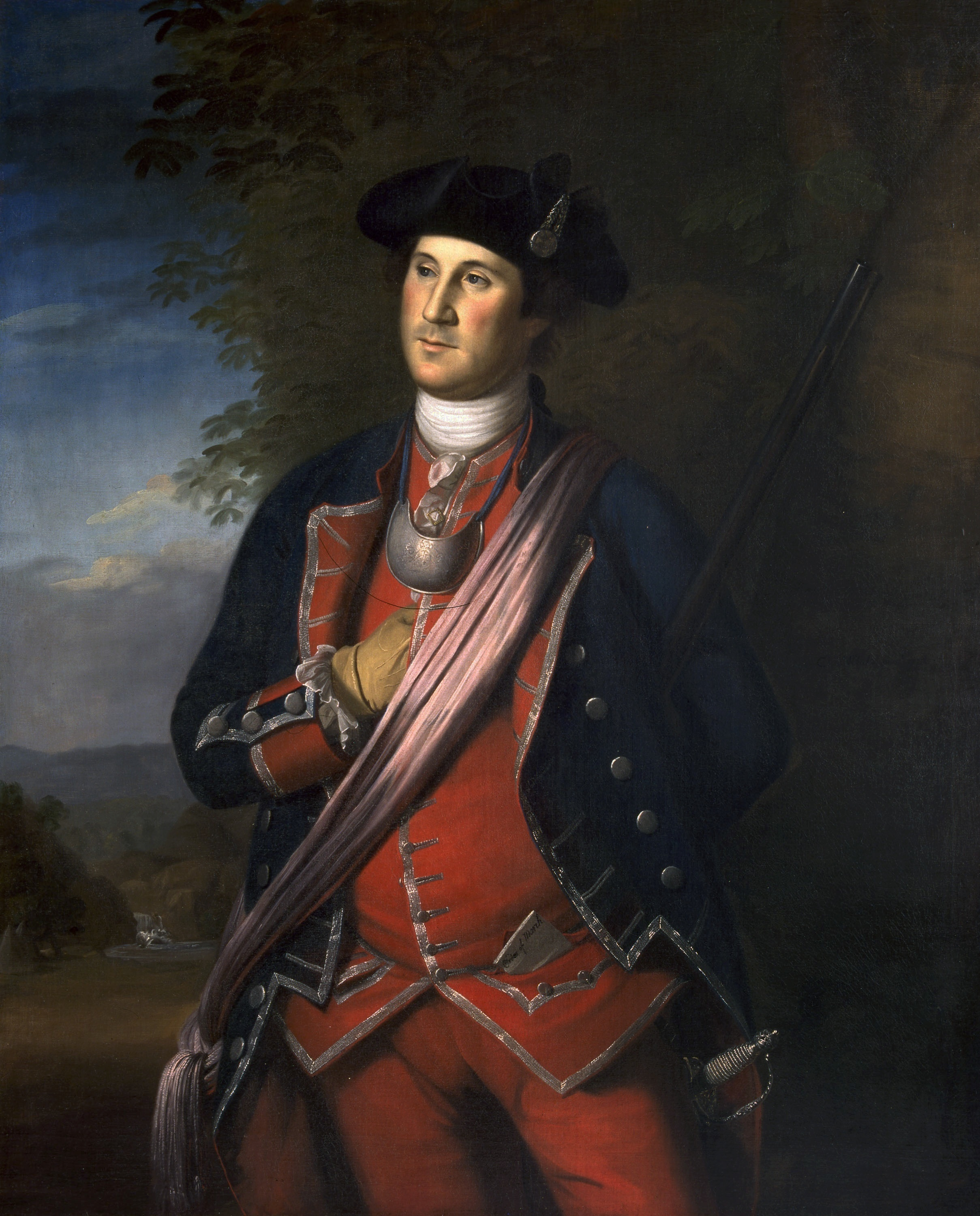
Washington como coronel del Regimiento de Virginia en 1772 por Charles Willson Peale.

En 1754, Dinwiddie nombró a Washington teniente coronel y le ordenó que realizara una expedición a Fort Duquesne para expulsar a los canadienses franceses. Con sus aliados indios americanos liderados por Tanacharison, Washington y sus tropas emboscaron a un grupo expedicionario franco-canadiense de unos 30 hombres, dirigidos por Joseph Coulon de Jumonville, en lo que se conoció como batalla de Jumonville Glen. Una mayor y mejor posicionada fuerza franco-canadiense e india abrumó a Washington y sus tropas en Fort Necessity, en lo que se llamó batalla de Great Meadows, dando lugar a la rendición militar de Washington. Los términos de la rendición incluían una declaración en la que Washington reconocía haber asesinado a Jumonville después de la emboscada. Washington no podía leer en francés, y, sin darse cuenta de lo que reconocía, firmó con su nombre. Liberado por los franceses, Washington volvió a Virginia, donde fue eximido de culpa por la derrota, pero renunció a su cargo porque no le gustaba la nueva disposición de la milicia de Virginia.
En 1755, Washington fue ayudante del general británico Edward Braddock en la Expedición Braddock. Esta expedición se basaba en un gran esfuerzo por retomar el territorio de Ohio. Braddock murió en la batalla del río Monongahela y la expedición terminó en desastre, Washington se distinguió como el Héroe de la Monongahela. El papel de Washington durante la batalla ha sido objeto de debate. El biógrafo Joseph Ellis afirma que Washington montó de un lado a otro del campo de batalla, uniendo a los restos de las fuerzas británicas y virginianas a un repliegue táctico. A raíz de esta acción, a Washington se le dio el mando de una frontera difícil de las montañas de Virginia y fue recompensado al ser ascendido a coronel y nombrado comandante de todas las fuerzas de Virginia.
En 1758, Washington participó como General de Brigada en la expedición Forbes que llevó a la evacuación de los franceses de Fort Duquesne, y al establecimiento británico de Pittsburgh en su lugar. Después, Washington renunció al servicio militar activo y pasó los siguientes dieciséis años como hacendado y político de Virginia.

### Milicia frente a ejército regular
Como un oficial de la milicia colonial, aunque de alto rango, Washington era muy consciente de la diferencia entre los oficiales de la milicia y del Ejército británico regular. Su hermano mayor Lawrence había tenido la suerte de recibir un mando en el ejército británico, como capitán de infantería, en el verano de 1740, cuando el ejército británico planteó un nuevo regimiento (el 61.º Regimiento a pie, conocido como «Regimiento Americano de Gooch») en las colonias, para prestar servicio en las Indias Occidentales durante la guerra del Asiento. A cada colonia se le permitió designar a sus propios oficiales de la compañía, capitanes y tenientes, y el coronel William Blakeney los distribuyó firmando las órdenes a diversos gobernadores. Quince años después, cuando el general Braddock llegó a Virginia en 1755 con dos regimientos de regulares (el 44 º y 48.º de a pie), Washington trató de obtener un mando, pero no estaban disponibles para su compra. En lugar de servir como teniente coronel de la milicia, donde superó de categoría a muchos oficiales jóvenes de los regulares, Washington optó por servir a título privado como ayudante de campo del general. Como ayudante, podía mandar soldados regulares británicos. Tras la derrota de Braddock, el Parlamento británico decidió en noviembre de 1755 crear un nuevo «Real Regimiento de América de a Pie», más tarde llamado Real Cuerpo de Tiradores del Rey. A diferencia del anterior «Regimiento de América» de 1740-1742, todos los oficiales fueron contratados en Inglaterra y en Europa a principios de 1756.

### Mount Vernon

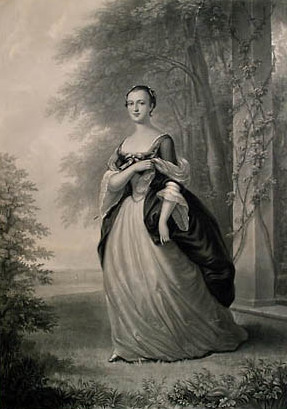
La joven Martha Washington, basado en un retrato de 1757 por John Wollaston.

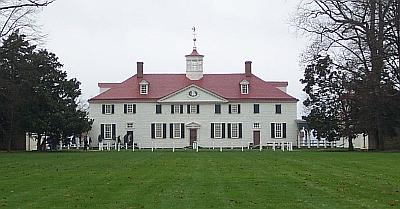
Mount Vernon, plantación de Washington.

El 6 de enero de 1759, Washington se casó con la viuda Martha Dandridge Custis. Las cartas que han sobrevivido sugieren que él pudo haber estado enamorado a la vez de Sally Fairfax, la esposa de un amigo. Algunos historiadores creen que George y Martha eran parientes lejanos.
Sin embargo, George y Martha tuvieron un buen matrimonio, y juntos criaron a los dos hijos del matrimonio anterior de Martha, John Parke Custis y Martha Parke Custis, cariñosamente llamados «Jackie» y «Patsy» por la familia. Más tarde, los Washington acogieron a dos de los nietos de la señora de Washington, Eleanor Parke Custis y George Washington Parke Custis. George y Martha nunca tuvieron hijos juntos, ya que su combate anterior con la viruela a la edad de 19 años (posiblemente seguida por la tuberculosis) pudo haberle hecho estéril. La pareja de recién casados se trasladó a Mount Vernon, cerca de Alexandría, donde Washington se dedicó a la vida de hacendado y político.
El matrimonio de Washington con Martha, una viuda rica, aumentó considerablemente su patrimonio inmobiliario y su posición social. Adquirió un tercio de los 18 000 acres (73 km²) de los bienes de Custis en su matrimonio, y manejó el resto en favor de los hijos de Martha. Con frecuencia compró más tierras en su propio nombre. Además, se le concedió tierra en lo que hoy es Virginia Occidental como una recompensa por su servicio en la guerra franco-india. En 1775, Washington había duplicado el tamaño de Mount Vernon a 6500 hectáreas (65 km²), y había aumentado la población de esclavos en más de 100 personas. Como un héroe militar y respetado gran terrateniente, que ocupó cargos locales, fue elegido para la legislatura de la Virginia colonial, la Cámara de los Ciudadanos (House of Burgesses), a partir de 1758.
Washington vivió un estilo de vida aristocrático, con la caza del zorro como su actividad de ocio favorita. Como la mayoría de los terratenientes de Virginia, importó lujo y otros bienes de Inglaterra y pagó por ellos con la exportación de su cosecha de tabaco. Hizo gastos extravagantes y la imprevisibilidad del mercado del tabaco hizo que muchos terratenientes de Virginia perdieran dinero (Thomas Jefferson, por ejemplo, iba a morir muy endeudado).
Washington empezó a salir de la deuda mediante la diversificación. En 1766, había cambiado el principal cultivo comercial de Mount Vernon del tabaco al trigo, un cultivo que podría venderse en América, y las operaciones de diversificado incluyeron la molienda de la harina, la pesca, la cría de caballos y telares. La muerte de Patsy Custis en 1773 de epilepsia permitió a Washington pagar a sus acreedores británicos, ya que la mitad de su herencia pasó a él.
Durante estos años, Washington se concentró en las actividades de su negocio y se mantuvo un tanto al margen de la política. A pesar de que manifestó su oposición a la ley del Timbre de 1765, el primer impuesto directo sobre las colonias, no tomó un papel protagónico en la resistencia colonial hasta después de que las protestas por las leyes de Townshend, promulgadas en 1767, se habían generalizado. En mayo de 1769, Washington presentó una propuesta redactada por su amigo George Mason, de Virginia, en la que se pedía boicotear los productos británicos hasta que se derogaran las leyes. El Parlamento derogó las Leyes de Townshend en 1770, y, para Washington por lo menos, la crisis había pasado. Sin embargo, Washington consideró la aprobación de las Leyes Intolerables en 1774, como consecuencia del Motín del té en la ciudad de Boston, «una invasión de nuestros derechos y privilegios». En julio de 1774, presidió la reunión en la que se adoptaron las Resoluciones de Fairfax, en las que exigía, entre otras cosas, la convocatoria de un Congreso Continental. En agosto, Washington asistió a la Primera Convención de Virginia, donde fue seleccionado como delegado al Primer Congreso Continental.

### La Revolución estadounidense (1775-1783)

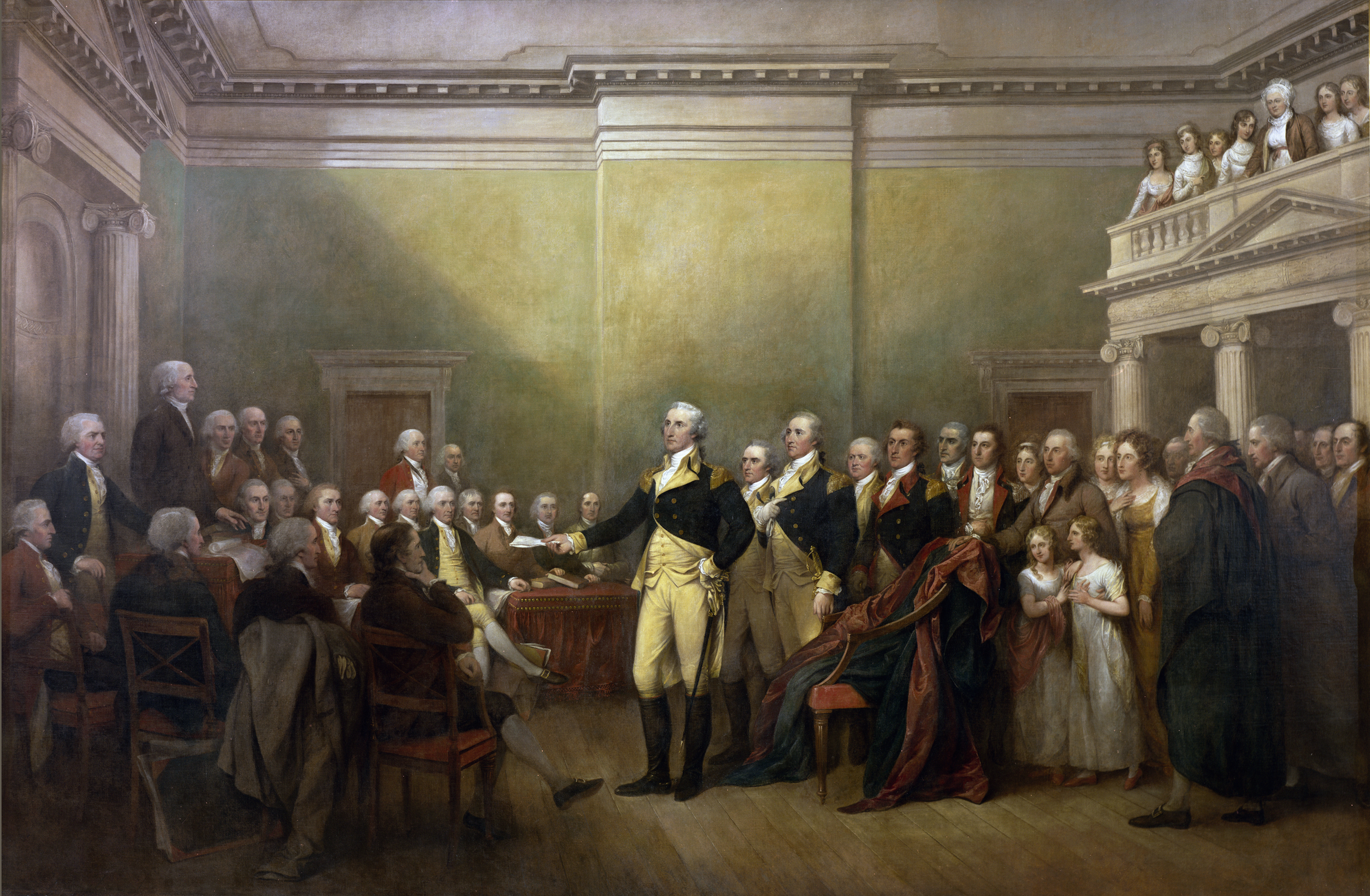
Washington recibe el mando como Comandante en Jefe por John Trumbull.

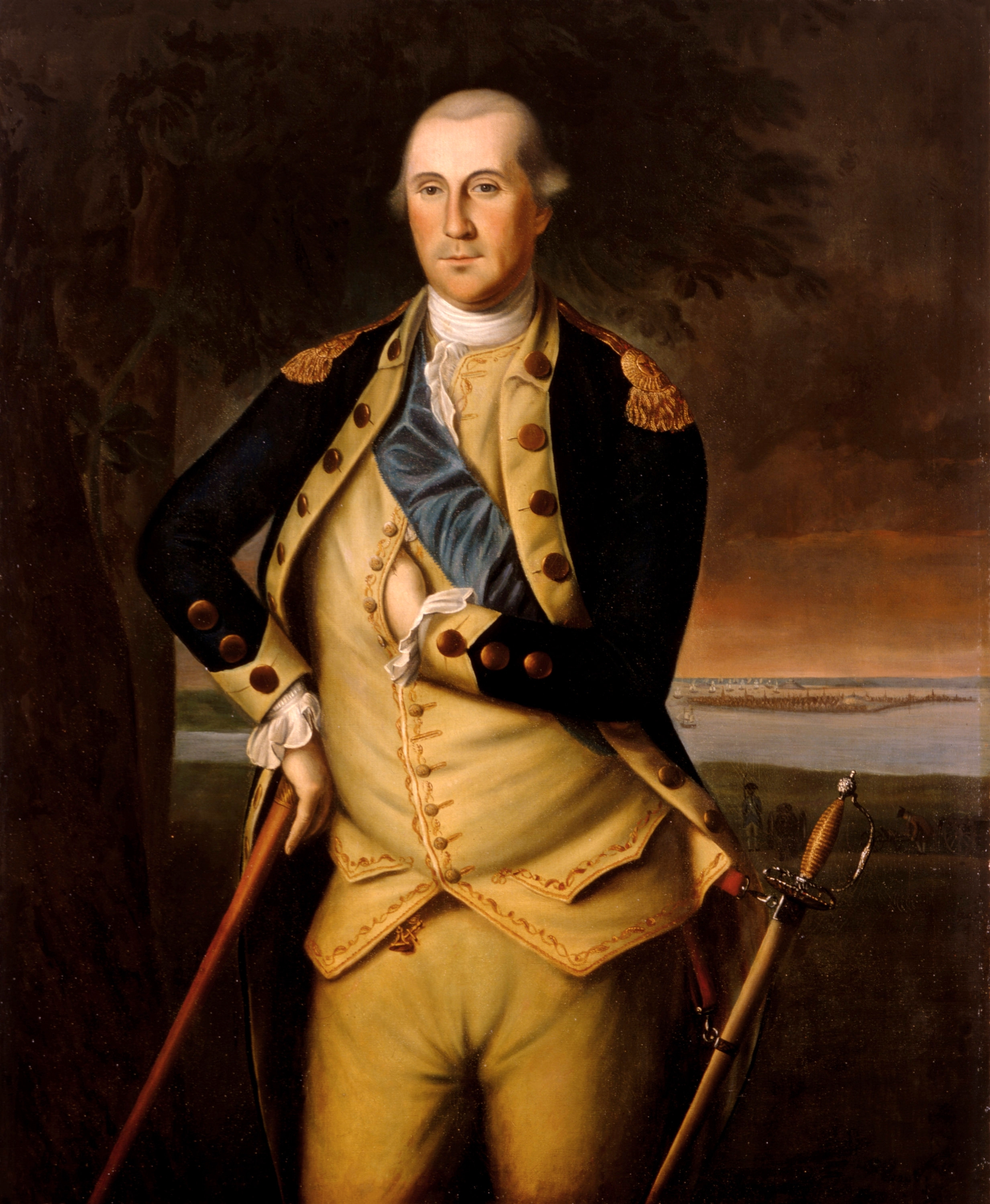
George Washington, por Charles Willson Peale, 1776.

La rebelión estadounidense estaba centrada entonces en la ciudad de Boston, capital de Massachusetts. Después de la derrota en Lexington y la victoria en Concord en abril de 1775, Washington apareció en el Congreso Continental en uniforme militar, señalando que estaba preparado para la lucha armada. Washington tenía el prestigio, experiencia, carisma y porte de cualquier gran jefe militar y era conocido por su reputación como un fuerte patriota. Sin embargo, en este momento no tenía tanta reputación como llegaría a tener después. Si bien era un respetado hacendado de Virginia, carecía de la influencia de otros personajes del momento. Llevaba mucho tiempo sin pisar un campo de batalla y su experiencia militar no era mayor que la de otros miembros del Congreso. Ni siquiera se postuló asimismo para el cargo. Aunque no buscaba explícitamente ser comandante e incluso afirmó que no estaba capacitado para ello, no hubo una seria competencia para el puesto.
Propuesto por John Adams de Massachusetts (que luego sería su vicepresidente) creyendo que, el liderar un sureño un ejército formado principalmente por norteños, ayudaría a unir a las colonias. Las colonias del sur, en especial Virginia, lo apoyaron. Al ser la colonia sureña más poderosa y ocupar el lugar central entre todas ellas, la candidatura de Washington se antojaba adecuada. Además, esperaban que el perfil técnico del militar contribuiría a organizar un ejército más eficaz. Washington era un hombre situado al margen de facciones y partidos en el Congreso. La creación del ejército no se entendía entonces como algo definitivo, imponiéndose por ello el pragmatismo.
Washington aceptó el mando, declarando ante la cámara «con gran sinceridad, no creo estar al nivel de un comandante, estoy honrado». El Congreso creó el Ejército Continental el 14 de junio de 1775. Washington fue nombrado mayor general y solicitó que no se le pagara excepto el reembolso de sus gastos.

#### Campaña de Boston

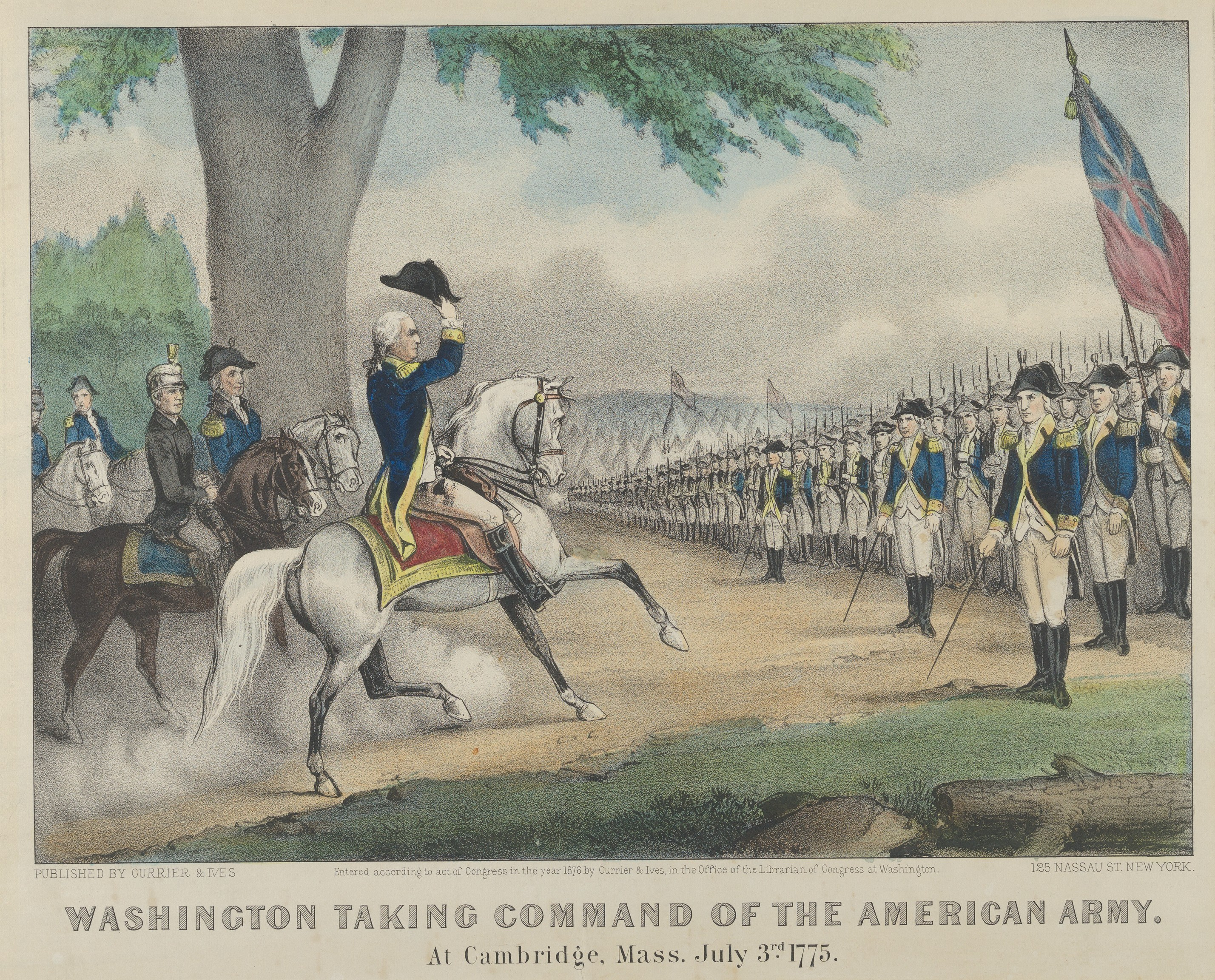
Washington toma el mando el ejército en Cambridge, Massachusetts. Museo Metropolitano de Arte, Nueva York.

Washington asumió el mando del Ejército Continental en Cambridge, Massachusetts, en julio de 1775, durante el Asedio de Boston. Al darse cuenta de la escasez desesperada de pólvora de su ejército, Washington pidió nuevos suministros, que el Congreso Continental le proveyó a través de los españoles, especialmente vía el río Misisipi y el Ohio. Las tropas estadounidenses también asaltaron arsenales ingleses, entre ellos alguno en el Caribe, y se intentó la fabricación de algunas municiones. Washington comprendió inmediatamente que, con los milicianos mal adiestrados y escasamente provistos, no podría liberar la ciudad del asedio británico.
Por suerte, el general británico William Howe, tampoco disponía de las fuerzas suficientes para tomar la ciudad, lo cual dio a Washington un tiempo importante para prepararse. Al respecto, Washington entendía que no podía confiar en la milicia colonial, formada por civiles muy motivados, pero con escasos meses de adiestramiento. Se centró en forjar un verdadero Ejército continental americano dependiente del Congreso. Estas tropas habían recibido mayor formación y disponían de oficiales más profesionales. Además, era una fuerza que dependía enteramente de él y no de cada una de las colonias, como era el caso de las milicias. A pesar de ello, las dificultades a las que se enfrentó Washington fueron enormes. El alistamiento en el Ejército era voluntario y generalmente, los civiles, que tenían casas, tierras y familias que atender, no se enrolaban o preferían hacerlo en la milicia, donde el servicio era menos exigente y la paga mayor. Igualmente, tuvo problemas para encontrar oficiales competentes, ya que se negaba a ascender a simples campesinos a rangos superiores. Washington rechazó también el uso en general de oficiales europeos recién llegados, ya que creía que la mayor parte de ellos solo buscaban hacer carrera rápidamente.
Washington reorganizó el ejército durante los largos meses de asedio y, en la primavera de 1776, cuando finalmente obtuvo la tan esperada artillería, la situó en torno a Boston, en Dorchester Heights, un fuerte con vistas a la ciudad. Howe se vio obligado a evacuar la ciudad hacia Halifax, en Nueva Escocia. La decisión de Howe se explica por su voluntad de no poner en riesgo el ejército británico y esperar a recibir refuerzos. Dominando la costa con la flota británica, entendía que podría restablecer fácilmente el dominio británico en todas las colonias. Sin embargo, su retirada fue percibida como una victoria de los patriotas y convenció a muchos de las posibilidades de la independencia.

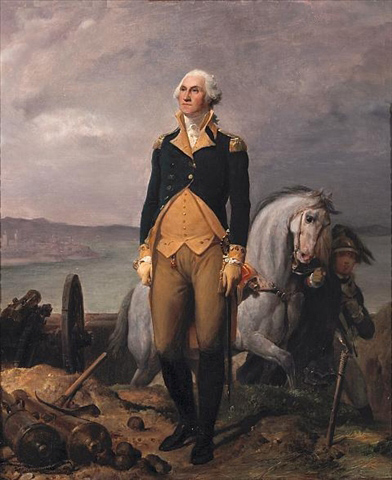
Washington por Léon Cogniet, 1839.

Hasta finales de 1775, las posiciones favorables a la independencia no eran hegemónicas. Sin embargo, cuando se conoció la respuesta del rey Jorge III a la Petición de la rama de olivo, que el Congreso le había hecho meses atrás, las posiciones se decantaron. El monarca había declarado a los peticionarios fuera de ley y a las colonias como territorios de conquista. En enero de 1776, estalló una violenta reacción antimonárquica con la publicación del libro de Thomas Paine, El sentido común. Desde la primavera de 1775, Washington también se había convencido de que la independencia era inevitable y comenzó a apoyarla. Finalmente, después de incesantes debates durante meses por las reticencias de la colonia de Nueva York, el 2 de julio de 1776 el Congreso aprobó la Declaración de Independencia, proclamada el 4 de julio.
Aunque fuera negativo para los patriotas en el Congreso Continental, los diarios británicos elogiaron habitualmente el carácter personal de Washington y sus cualidades como jefe militar. Estos artículos eran valientes, ya que Washington era general enemigo que comandaba un ejército en una causa que muchos británicos creían que sería la ruina del Imperio. La negativa de Washington a participar en política reforzó su reputación como un hombre plenamente comprometido con la misión militar y por encima de la refriega entre facciones.

#### Campaña de Nueva York y Nueva Jersey

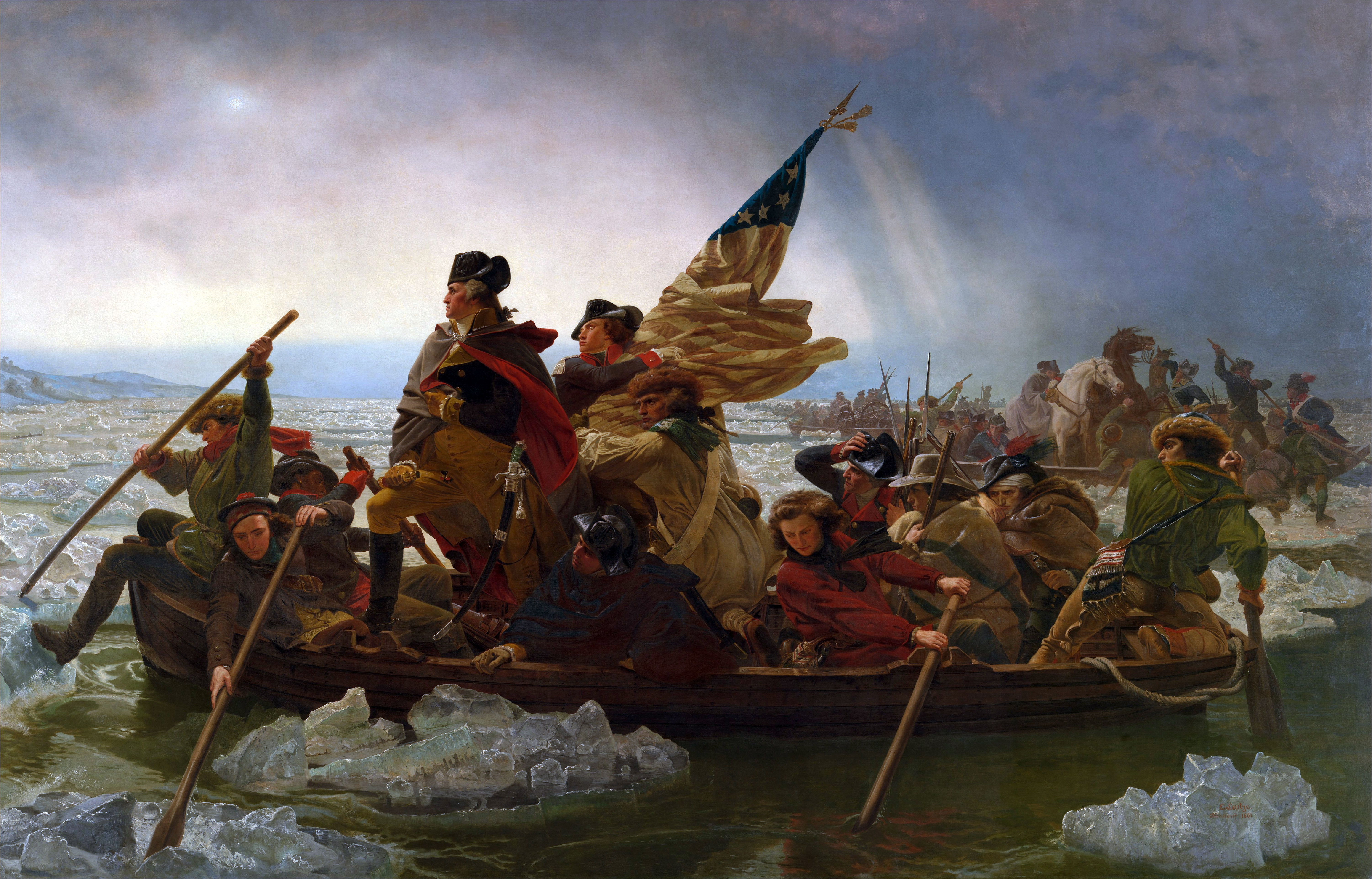
Washington cruzando el Delaware por Emanuel Leutze, 1851, Museo Metropolitano de Arte.

Mientras tanto, el 2 de julio de 1776, el general británico William Howe había recibido sus ansiados refuerzos. Lo mejor del ejército británico desembarcó en Staten Island, frente a la ciudad de Nueva York. Por su parte, Washington abandonó Boston para acudir en ayuda de la ciudad neoyorquina. Sin embargo, los británicos sumaban 30 000 hombres frente a los menos de 20 000 inexpertos soldados americanos. El 22 de agosto de 1776, el general británico William Howe lanzó una masiva campaña naval y terrestre destinada a ocupar plenamente Nueva York y así ofrecer una solución negociada. Desembarcó en Long Island cerca de 20 000 hombres. Las tropas de Washington le esperaban atrincheradas en Brooklyn. El Ejército Continental de Washington libró combate el día 26 por primera vez como un ejército de los Estados Unidos en la batalla de Long Island, la mayor batalla de toda la guerra. Las tropas británicas envolvieron a las americanas por el flanco izquierdo, provocando 2 000 bajas estadounidenses. Washington consiguió salvar su ejército cruzando el East River ante la lentitud de Howe, refugiándose en la isla de Manhattan. Finamente, Howe obligó a Washington a abandonar Nueva York. Algunos historiadores ven la retirada de su ejército durante la noche posterior a través del East River, sin que se perdiera una sola vida o material, como una de las más grandes hazañas militares de Washington.
Esta y varias victorias británicas obligaron a Washington a luchar fuera de Nueva York y a lo largo de Nueva Jersey, lo que dejó el futuro del Ejército Continental en duda. La batalla dejó claro que los americanos no podrían ganar a los británicos en campo abierto, pero también que los británicos no podrían acabar con el conflicto simplemente venciendo batallas sin aniquilar al ejército enemigo. Los británicos habían diseñado una estrategia inspirada en la guerra europea, según la cual primero se tomaban las ciudades y luego se controlaba el interior del territorio. Sin embargo, en América las ciudades eran mucho menos relevantes para la logística y el territorio mucho más amplio. Washington se percató de este hecho y a partir de entonces intentó extenuar a los británicos con asedios urbanos, largas marchas y hostigamiento a sus comunicaciones y provisiones.

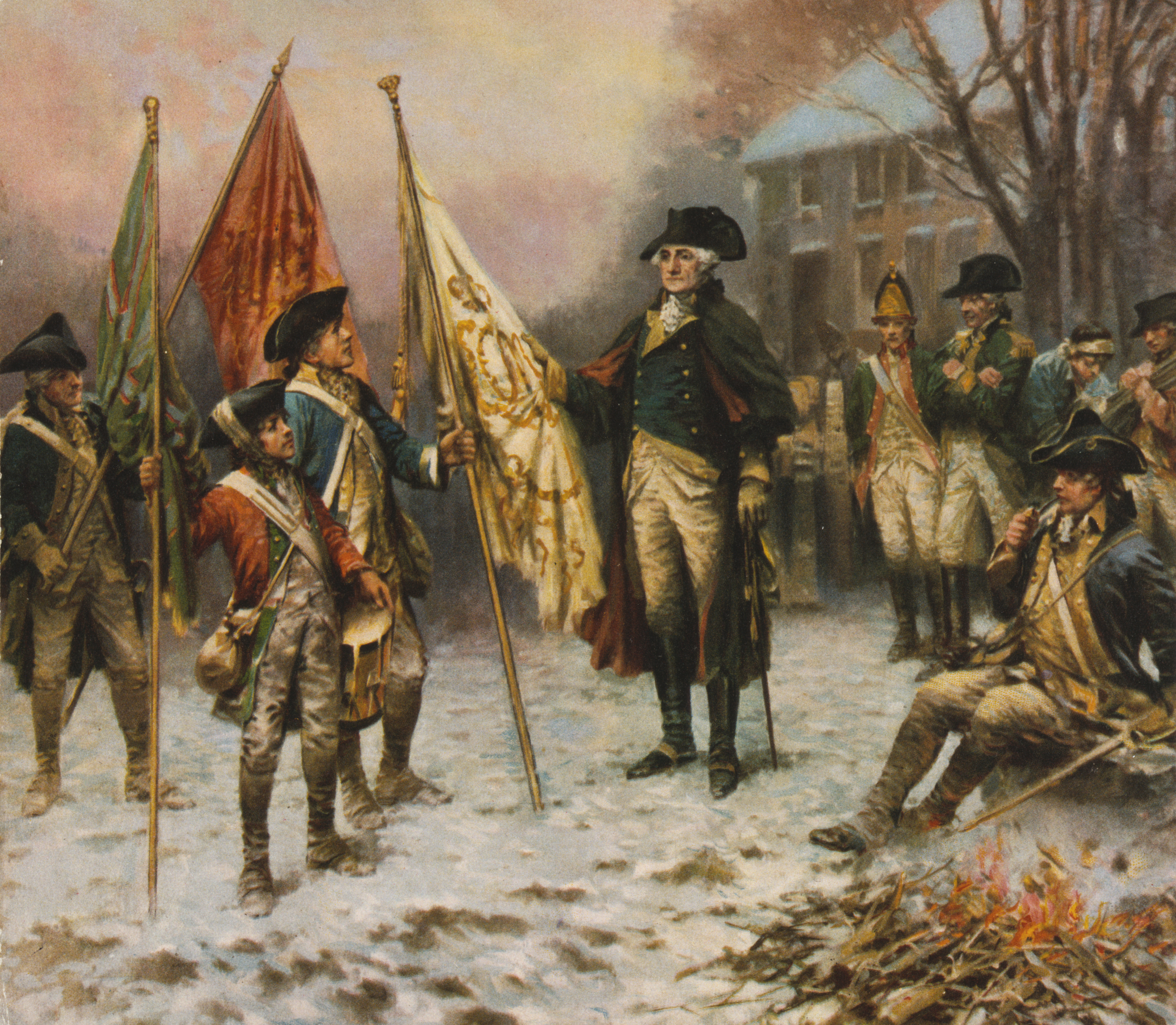
Washington inspeccionando los estandartes capturados después de la batalla de Trenton por Edward Percy Moran.

En el invierno de 1776, Washington se enfrentaba a una grave situación debido a las derrotas y las deserciones. Entendió entonces que debía dar un golpe para detener esta tendencia. En la noche de Navidad del 25 de diciembre de 1776, Washington organizó un contraataque, destacando las fuerzas americanas a lo largo del río Delaware y cruzándolo para capturar a cerca de 1 000 mercenarios de Hesse en la batalla de Trenton, Nueva Jersey. Washington siguió su victoria en Trenton con otra en la batalla de Princeton a principios de enero. Estas inesperadas victorias después de una larga serie de derrotas levantaron la moral de los revolucionarios. Sin embargo, estos éxitos morales por sí solos no eran suficientes para asegurar la victoria final. Muchos soldados no se alistaron nuevamente o desertaron durante el crudo invierno. Washington reorganizó el ejército con el aumento de premios por quedarse y los castigos por la deserción, lo que elevó el número de tropas y la eficacia para batallas posteriores. Los británicos, por su parte, diseñaron un plan de ataque desde el Canadá para conquistar Nueva Inglaterra y entrar en Filadelfia, sede del Congreso.

#### Campaña de Filadelfia
Washington intentó detener la invasión británica a Nueva Inglaterra en Brandywine Creek, Pensilvania. Las fuerzas británicas derrotaron a las tropas de Washington en la batalla de Brandywine el 11 de septiembre de 1777. Howe superó a Washington y se dirigió a Filadelfia sin oposición el 26 de septiembre, teniendo los americanos que evacuar la ciudad. Howe no destruyó el ejército de Washington, contentándose con controlar la urbe pensilvana. El ejército de Washington atacó sin éxito la guarnición británica en la batalla de Germantown a principios de octubre. Mientras tanto, el general británico John Burgoyne, fuera del alcance de la ayuda de Howe, fue atrapado por el general estadounidense Horatio Gates y obligado a entregar todo su ejército en la batalla de Saratoga, Nueva York. Washington había enviado refuerzos a las milicias novoinglesas, consiguiendo rodear a los británicos en los bosques en inferioridad, debido a la deserción de mercenarios alemanes e indios aliados. Francia respondió a la derrota de Burgoyne entrando en la guerra, en abierta alianza con los Estados Unidos, convirtiendo la lucha revolucionaria en una guerra a nivel mundial.
La pérdida de Filadelfia por parte de Washington llevó a algunos miembros del Congreso a discutir su destitución del mando. Encabezados por el general Thomas Conway, buscaron nombrar a Horatio Gates en su lugar, victorioso recientemente en Saratoga. Washington desafió a Gates ante el Congreso, denunciando un complot en su contra. Este intento fracasó después de que los partidarios de Washington se reunieran en torno a él y apoyaran su continuidad. Washington salió políticamente reforzado de este episodio.

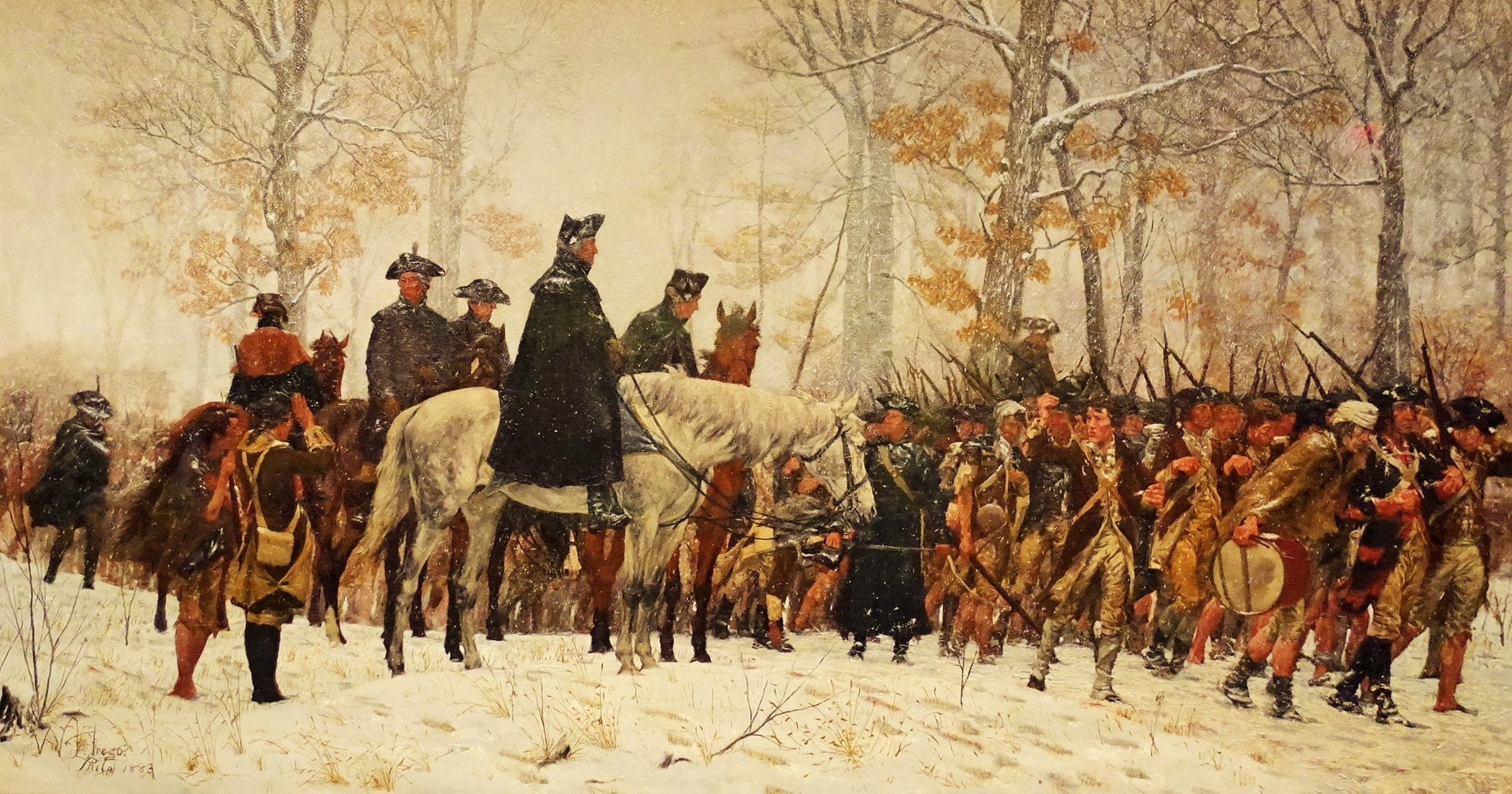
La marcha de Valley Forge, 1777, por William B. T. Trego.

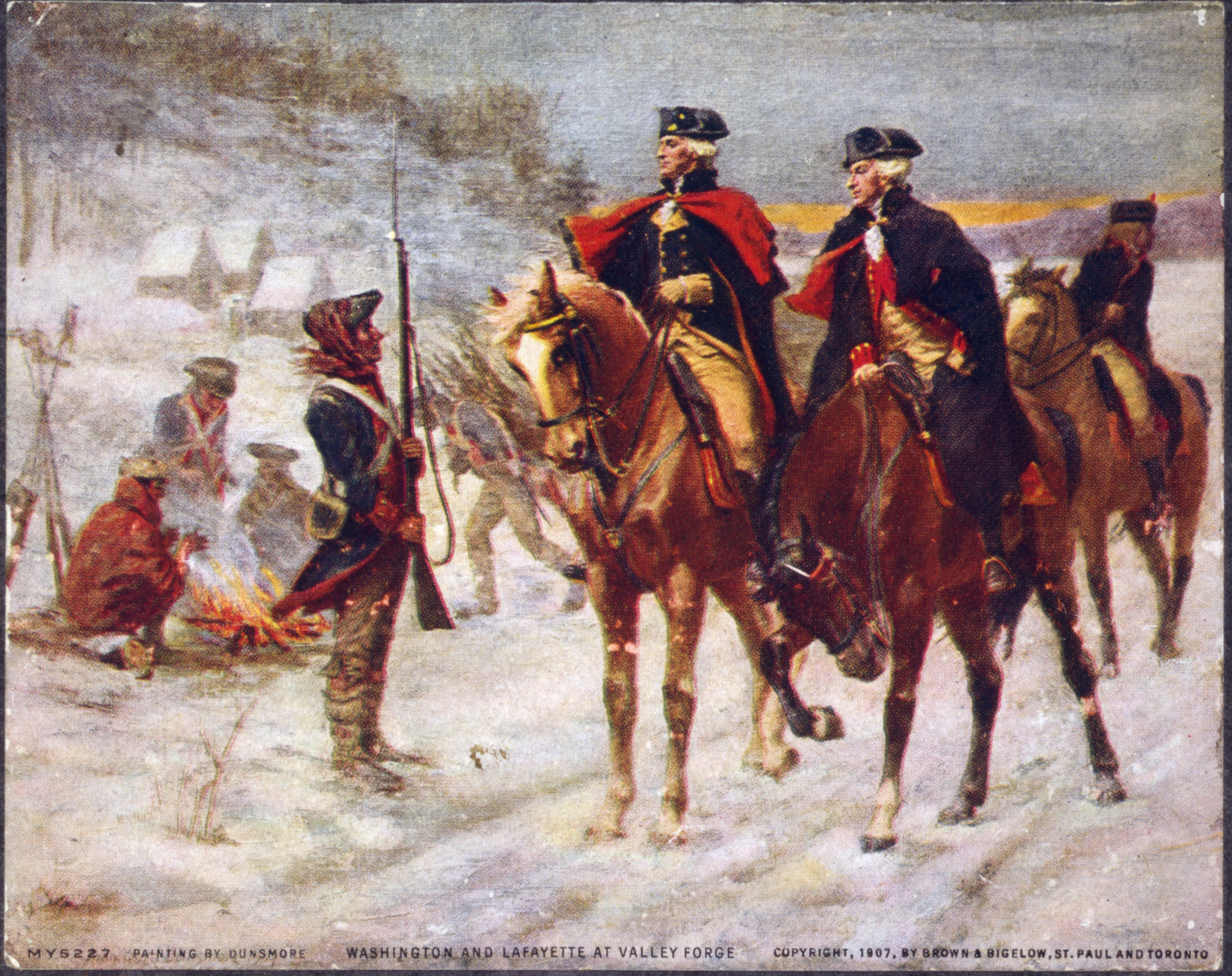
Washington y Lafayette en Valley Forge.

Abandonada Filadelfia, en diciembre de 1777, Washington acampó el ejército en Valley Forge, un predio entre bosques a 30 km de la ciudad, permaneciendo allí los siguientes seis meses. Durante el invierno, 2500 hombres de una fuerza de diez mil murieron a causa de la enfermedad y el frío. La siguiente primavera, sin embargo, el ejército surgido de Valley Forge estaba en buen estado, debido a que Washington lo remodeló y reestructuró la logística y las comunicaciones. Además, gracias en parte a un programa de formación a gran escala supervisado por el Barón von Steuben, un veterano del estado mayor prusiano, se habilitó al ejército estadounidense para enfrentarse al ejército británico en campo abierto. Howe desde Filadelfia sintió la amenaza del renovado ejército americano. Solicitó refuerzos a Londres para defender Filadelfia, pero le fueron denegados, por lo que presentó su dimisión y volvió a Inglaterra, siendo sustituido por el general Henry Clinton. Los británicos fueron evacuados de Filadelfia a Nueva York en 1778, pero Washington los atacó en la batalla de Monmouth. Posteriormente, los realistas siguieron en dirección a Nueva York y Washington trasladó su ejército a las afueras de la ciudad. Al mismo tiempo, llegó a las costas americanas la flota francesa del almirante D'Estaing.

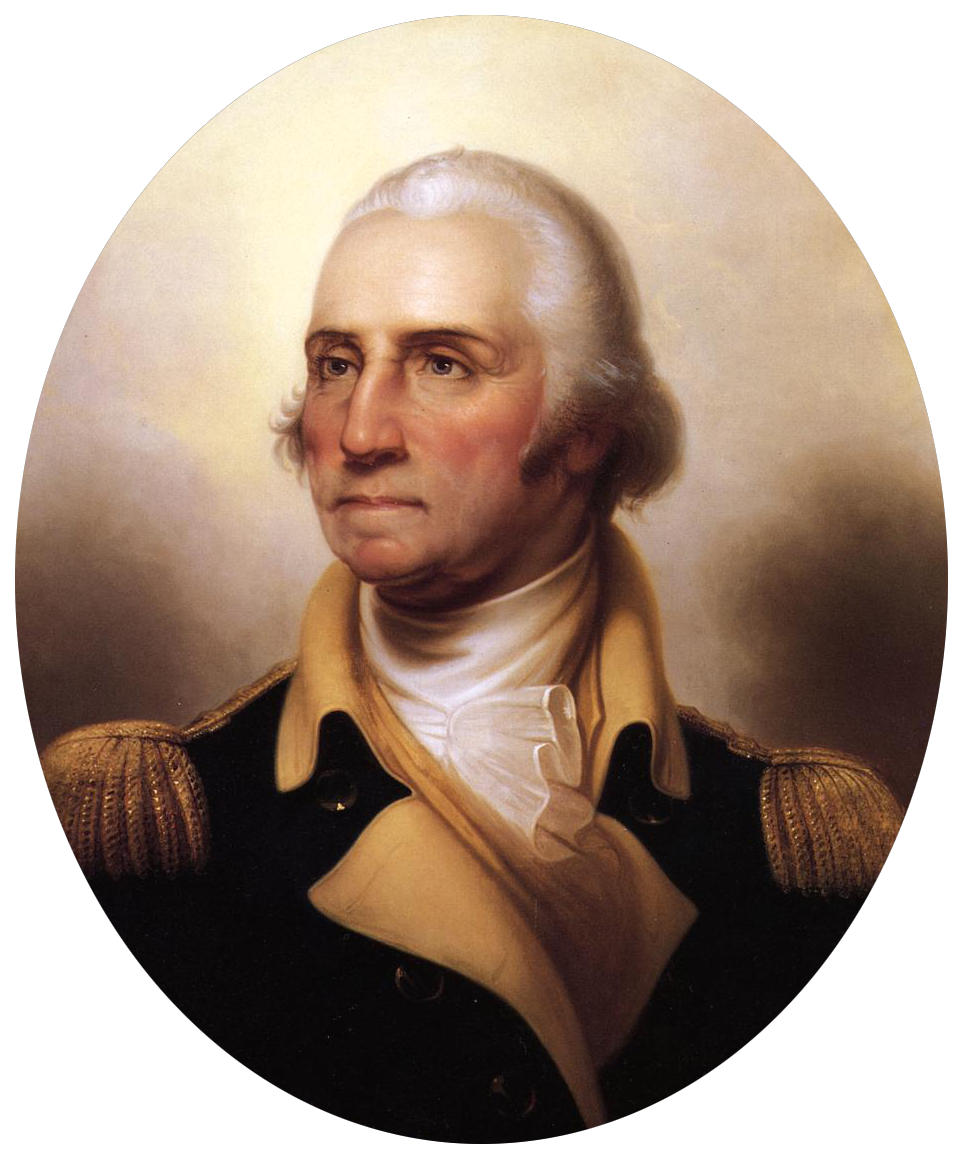
Washington como Comandante en Jefe, por Rembrandt Peale.

#### Victoria final
A partir de 1778 los americanos adoptaron una actitud plenamente defensiva, con la intención de agotar a los británicos. Estos no habían conseguido restablecer su autoridad en el territorio, salvo en Georgia. En el verano de 1779 y bajo la dirección de Washington, el general John Sullivan llevó a cabo una campaña decisiva de tierra quemada, que destruyó totalmente por lo menos cuarenta pueblos iroqueses en el centro y norte del estado de Nueva York, en represalia por la relación entre los iroqueses y los ataques contra los asentamientos de América antes de la guerra, lo que le valió el apodo de «Destructor de Ciudades».
Sin embargo, a comienzos de 1781, Horatio Gates había perdido el control de Carolina del Sur frente al general británico Charles Cornwallis. Washington envió a ese estado un «ejército fantasma» encabezado por el general Nathanael Greene con la misión de hostigar a las tropas británicas. Cornwallis comenzó a perseguir a Greene derrotándolo varias veces. Decidió este entonces invadir el territorio de Virginia. Washington, desde Nueva York, había enviado a Virginia a los generales franceses La Fayette y Rochambeau, pero evadieron enfrentarse a Cornwallis. Por ello, este optó por refugiarse en la ciudad costera de Yorktown (Virginia), con la idea de embarcar y junto a las tropas de Clinton, que estaba en Nueva York, recuperar Filadelfia. Washington hizo creer a Clinton que atacaría Nueva York, logrando que este no moviera sus tropas hacia Filadelfia. Al mismo tiempo, envió sus fuerzas secretamente hacia Yorktown. Por su parte, la flota francesa del almirante De Grasse llegó a tiempo desde el golfo de México, derrotando a la flota británica del almirante Graves en la batalla de Chesapeake y bloqueando a Cornwallis. Washington dio el golpe final a los ingleses después de la victoria naval francesa, que permitió que las fuerzas estadounidenses y francesas pudieran atrapar al ejército británico en la rendición de Yorktown el 17 de octubre de 1781, que marcó el final de la mayoría de los combates.

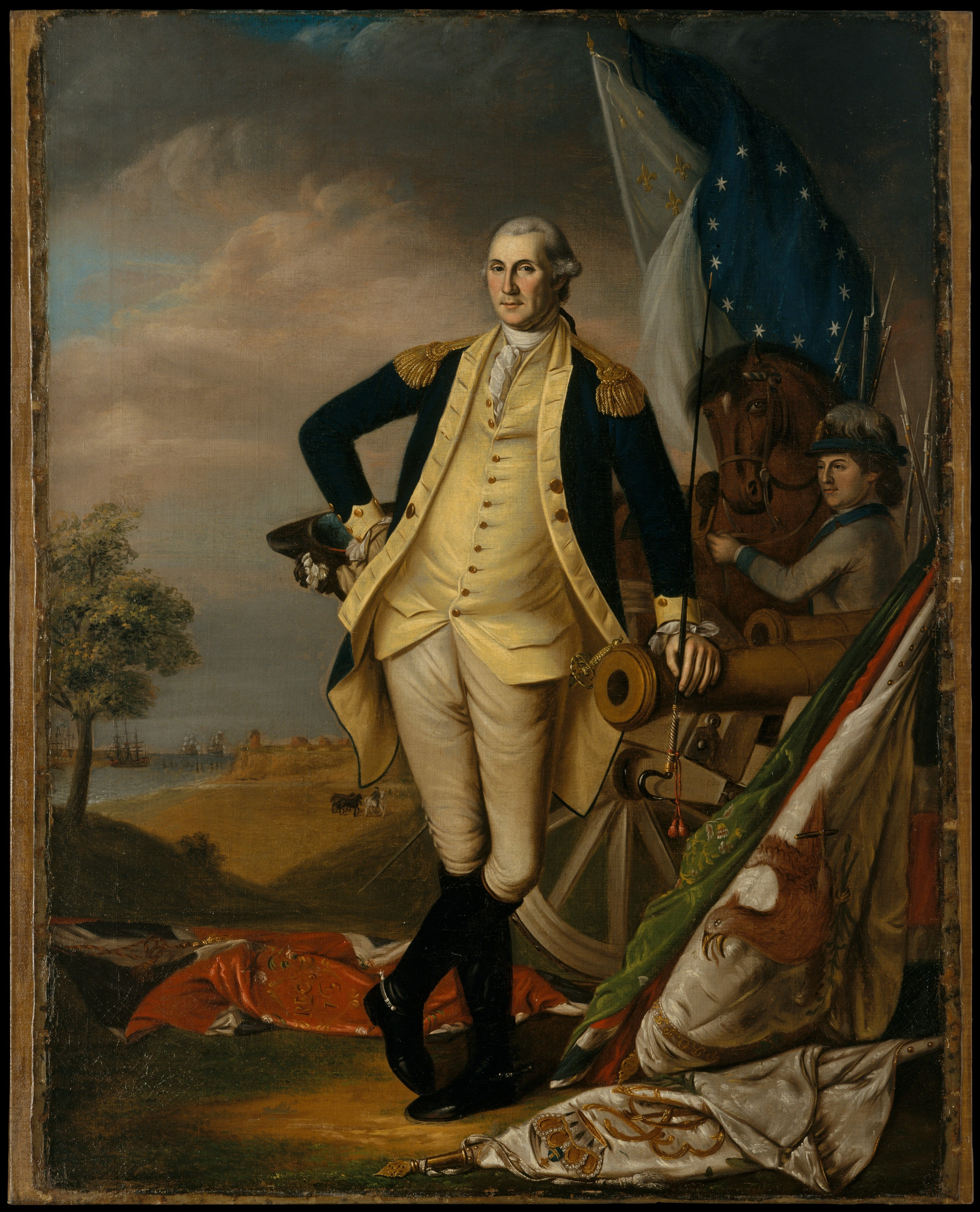
Washington en Yorktown, por James Peale, 1782, MET, Nueva York.

Con la caída de Yorktown, generalmente se da por acabada la guerra, ya que no hubo más batallas importantes. Sin embargo, hasta 1783 no se firmó la paz de París. Durante ese tiempo, Washington sufrió grandes dificultades para sostener la ventaja conseguida. Los franceses habían abandonado el combate y los suministros volvían a escasear. Los británicos habían redoblado sus esfuerzos, hostigando los puertos y la logística americana. En 1782, Washington volvía a encontrarse en una situación crítica, aunque hábilmente consiguió ocultarlo.
El 4 de agosto de 1782, el almirante británico Robert Digby contactó con Washington para ofrecerle el reconocimiento de la independencia si se mostraba generosidad con los americanos realistas. Washington desconfió de la propuesta, ya que, al dirigirse a él y no al Congreso, sospechaba que se estaba poniendo a prueba su lealtad. Igualmente, hubo quien le sugirió que se proclamara rey de América, aprovechando la simpatía que Alexander Hamilton había expresado alguna vez hacia la monarquía constitucional. Washington rechazó estas propuestas de plano y ni siquiera llegaron a plantearse en el Congreso. Parece que estas ideas provenían de realistas deseosos de hacerse un hueco en el nuevo régimen ante la inevitable independencia.
Finalmente, el estancamiento de la situación y el alto coste del mantenimiento de las tropas, convenció al Gobierno británico de firmar la paz. Aunque conocido por sus éxitos en la guerra y por la vida que siguió después, Washington sufrió muchas derrotas antes de conseguir la victoria final.

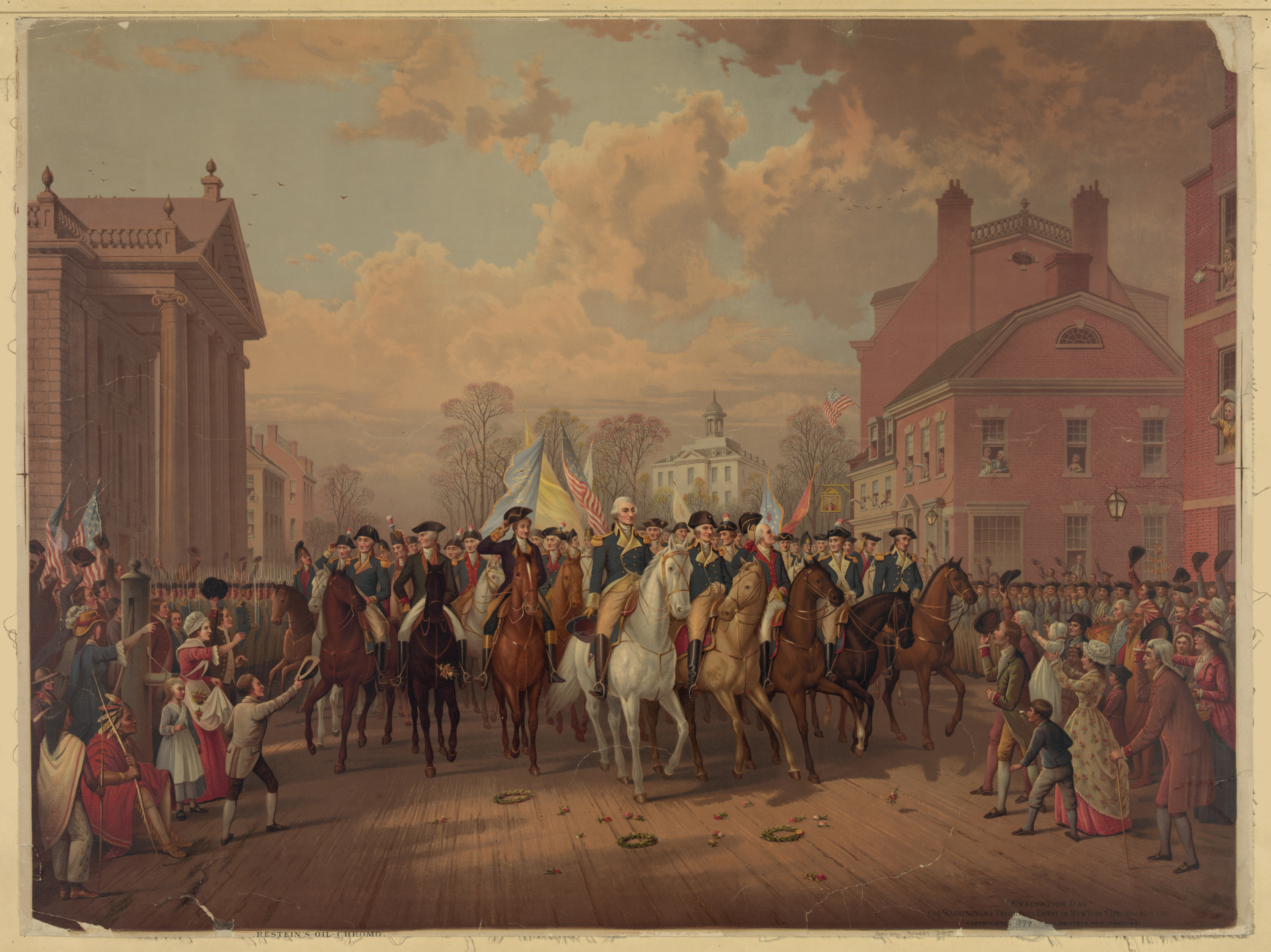
Día de la evacuación y entrada triunfal de Washington en la ciudad de Nueva York el 25 de noviembre de 1783, 1879, Biblioteca del Congreso.

#### Después de la guerra
En marzo de 1783, Washington usó su influencia para dispersar a un grupo de oficiales del Ejército que habían amenazado con enfrentarse al Congreso con respecto a sus salarios atrasados. Por el Tratado de París, firmado ese mes de septiembre, el Reino de Gran Bretaña reconoció a los Estados Unidos de América como una república independiente. Washington disolvió su ejército y el 2 de noviembre dio un elocuente discurso de despedida a sus soldados.
El 25 de noviembre, los británicos fueron evacuados de Nueva York y el nuevo gobernador tomó posesión. En Fraunces Tavern, el 4 de diciembre, Washington dio a sus oficiales formalmente la despedida y el 23 de diciembre de 1783, renunció a su mando como Comandante en Jefe, emulando al general romano Cincinato, un ejemplo del ideal republicano de liderazgo ciudadano que rechaza el poder. Durante este período, no existía el cargo de presidente de los Estados Unidos bajo los Artículos de la Confederación, precursores de la Constitución.

La jubilación de Washington en Mount Vernon fue de corta duración. Hizo un viaje de exploración a la frontera occidental en 1784.Ese mismo año de 1784, George Washington le pidió a Luis de Unzaga y Amézaga interceder en el libre comercio a favor del antiguo general Walter Stewart, tal y como ya había mediado Unzaga financieramente y en ayudas desde el inicio de la Revolución americana cada vez que le solicitaron ayuda los padres fundadores de EE. UU., tales como Robert Morris o Patrick Henry.

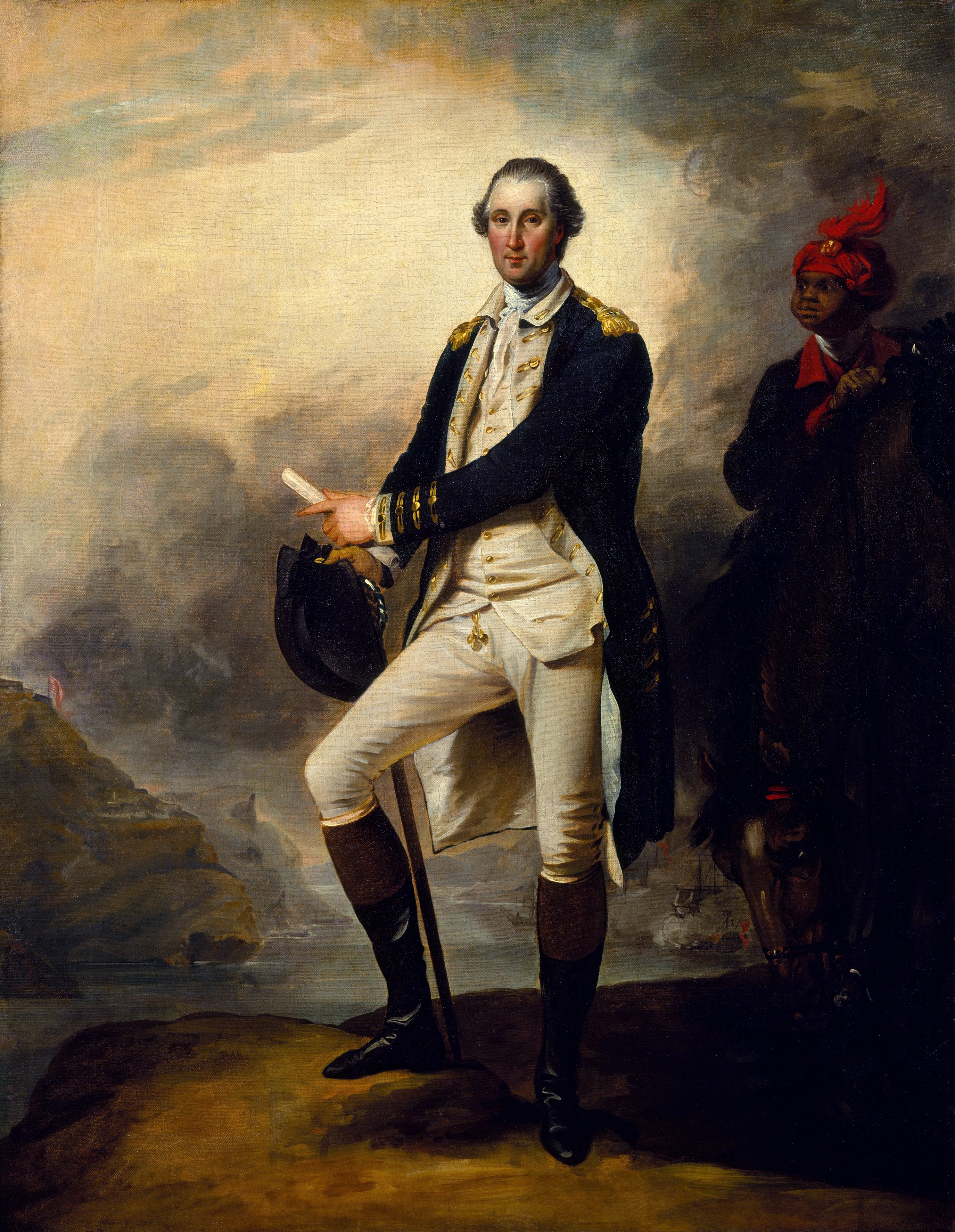
George Washington (John Trumbull, 1780), también representa a William Lee, esclavo y sirviente personal de Washington, que durante muchos años pasó más tiempo con Washington que ningún otro hombre.

Washington había expresado alguna vez su disconformidad con los Artículos de la Confederación y los escasos poderes del Congreso de la Confederación. Creía en una unión más intensa y en la creación de un gobierno central fuerte, que protegiera a la nueva nación de las amenazas que la acechaban. El 11 de junio de 1783, envió una carta al presidente del Congreso, John Hancock, donde llamaba a la Confederación «soga de arena». El 18 de mayo de 1786, le dijo a John Jay que el edificio de la nueva nación «se está tambaleando». Finalmente, el Congreso resolvió revisar los Artículos el 21 de febrero de 1787.
En este sentido, fue persuadido a asistir a la Convención Constitucional en Filadelfia en el verano de 1787, siendo elegido por unanimidad presidente de la Convención. Participó poco en los debates (aunque votó a favor o en contra de los diversos artículos), pero su alto prestigio mantuvo la colegialidad y a los delegados en sus trabajos. Los delegados diseñaron la presidencia con Washington en mente, y le permitieron definir el cargo una vez electo. Después de la Convención, su apoyo al texto convenció a muchos, incluyendo a la Asamblea de Virginia, a votar por la ratificación, lo que posibilitó que la nueva Constitución fuera ratificada por los 13 estados.

### Presidencia de los Estados Unidos (1789-1797)

Juramento del cargo en el Federal Hall, Nueva York. Pintura de Ramón de Elorriaga.

El Colegio Electoral eligió unánimemente a Washington en las elecciones de 1789 y otra vez en las elecciones de 1792, con lo que sigue siendo el único presidente que ha recibido el 100% de los votos electorales. En su toma de posesión, John Adams fue elegido vicepresidente, al haber obtenido 34 votos. Washington tomó el juramento del cargo como primer presidente bajo la Constitución de los Estados Unidos de América el 30 de abril de 1789, en el Federal Hall de Nueva York, aunque, al principio, él no había querido el cargo.

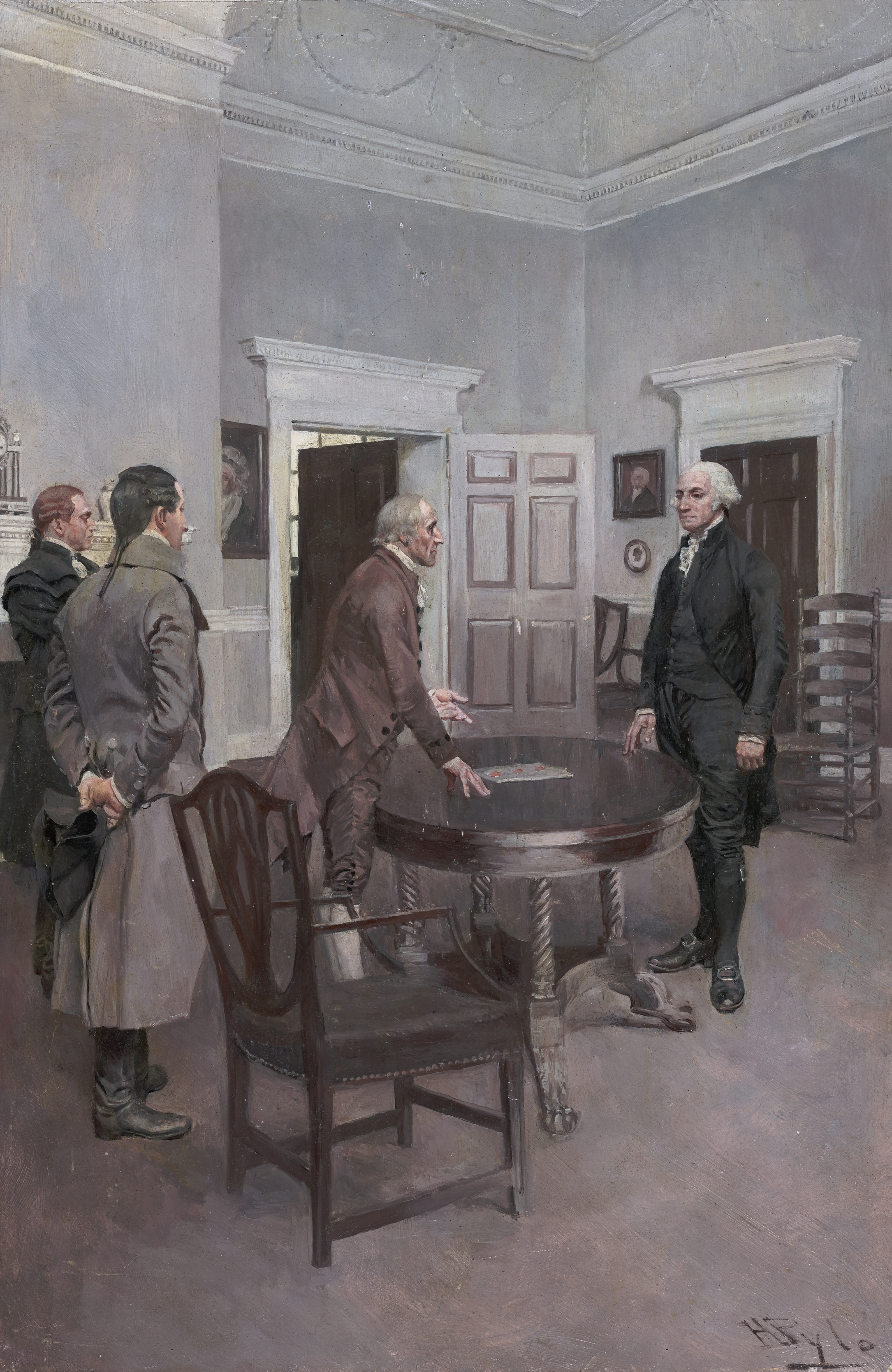
Charles Thomson, secretario del Congreso, informando a George Washington de su elección como presidente de los Estados Unidos el 14 de abril de 1789 en Mount Vernon. Howard Pyle, 1890-96.

El primer Congreso de Estados Unidos votó a favor de pagar a Washington un salario de 25 000 USD al año, una gran suma en 1789. Washington, que ya era rico, se redujo el sueldo, ya que valoraba su imagen como un servidor público desinteresado. A instancias del Congreso, sin embargo, finalmente aceptó el pago, para evitar crear un precedente por el cual la presidencia sería percibida como un cargo independiente limitado solamente a personas adineradas que pudieran servir sin sueldo. Washington atendió cuidadosamente a la pompa y la ceremonia del cargo, asegurándose de que los títulos y los símbolos republicanos no emularan nunca las cortes reales europeas. A tal fin, prefirió el título «Señor Presidente» a tratamientos sugeridos más majestuosos.
Washington demostró ser un hábil administrador. Un excelente delegador de funciones y un juez de talento y carácter, que mantuvo reuniones periódicas para debatir cuestiones del gabinete antes de tomar una decisión final. En el manejo de las tareas de rutina, fue «sistemático, ordenado, enérgico, preocupado de la opinión de los demás, pero decisivo, decidido a los objetivos generales y con coherencia en las acciones particulares con ellos».
El mandato presidencial de Washington se centró en desarrollar las instituciones establecidas en la joven Constitución. Mientras, nuevos estados iban uniéndose progresivamente a la federación. Bajo el gobierno de Washington se unieron Vermont en 1791, Kentucky en 1792 y Tennessee en 1796. En este sentido, tuvo igualmente relevancia la aprobación bajo su mandato de la Declaración de Derechos (Bill of Rights), aprobada en 1789 y ratificada por el Congreso en diciembre de 1791. Fue una declaración que buscaba tranquilizar a la población sobre la acumulación de poder por parte del gobierno central, con el fin de proteger las libertades individuales a través de 10 enmiendas a la Constitución. George Washington también firmó en 1789 el Judiciary Act, que creaba las instituciones judiciales. Entre ellas la Corte Suprema, formada entonces por cinco jueces elegidos por el presidente y aprobados por el Congreso.
Washington sirvió un segundo mandato como presidente a regañadientes. Se negó a postular para un tercero, estableciendo así la política habitual de un máximo de dos mandatos para un presidente, que más tarde se convirtió en ley por la 22.ª Enmienda a la Constitución.

#### Política interior

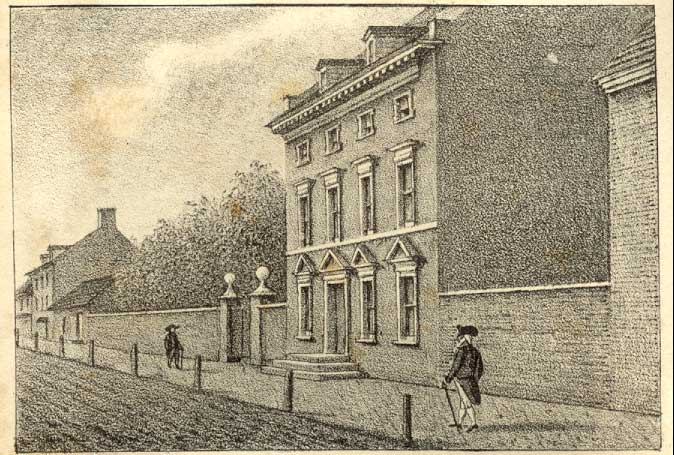
La Casa Presidencial de Filadelfia, donde residió Washington durante todo su mandato.

En el momento de asumir el cargo, en abril de 1789, Washington se enfrentaba a «un mar de dificultades»: había heredado de la Confederación una Secretaría de Asuntos Exteriores dirigida por John Jay y compuesta de dos empleados más; un Comité del Tesoro sin fondos; un Secretariado de Guerra que, bajo la dirección de Henry Knox, debía ocuparse de un ejército de apenas 672 hombres y sin marina alguna; y, por último, una deuda federal enorme y una ausencia casi total de ingresos. La primera tarea del nuevo gobierno debía ser, pues, crear de la nada una cierta administración que hiciera realidad la república federal proyectada en la Constitución, amén de recaudar los fondos necesarios para su viabilidad.

Washington no fue miembro oficial de ningún partido político y él esperaba que no se formara ninguno, por temor a los conflictos y el estancamiento que se derivaría. Sus asesores más cercanos formaron dos facciones, sentando las bases para el futuro sistema de partidos. Su secretario del Tesoro, Alexander Hamilton, había diseñado una república aristocrática con un fuerte gobierno central, un audaz plan para establecer el crédito nacional y construir una nación económicamente poderosa. Formó la base del Partido Federalista. Su secretario de Estado, Thomas Jefferson, fundador de los demócrata-republicanos, se opuso enérgicamente al programa de Hamilton, defendiendo una república democrática, con gobierno federal limitado mediante la preservación del poder de los estados. Sin embargo, Washington estuvo a favor de Hamilton sobre Jefferson.

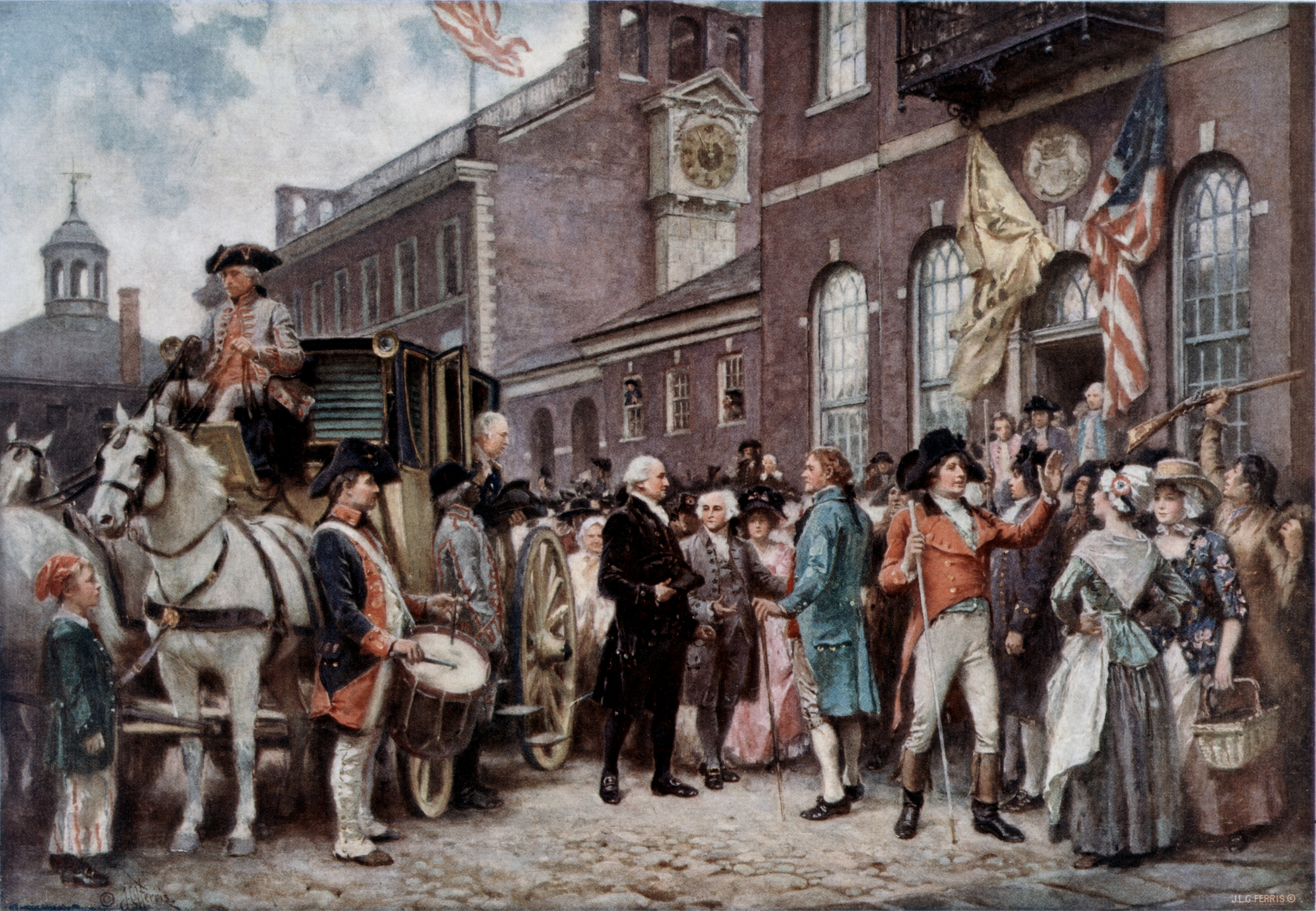
Washington llegando a su segunda toma de posesión en el Congress Hall de Filadelfia el 4 de marzo de 1793. Obra de Jean-Léon Gérôme Ferris

La primera labor de Alexander Hamilton como secretario del Tesoro consistió en organizar la república desde el ámbito financiero. El 22 de septiembre de 1789, se creó el Departamento del Tesoro, con la misión de desarrollar la política económica del gobierno federal. El principal problema era el financiamiento de la deuda de los estados. Los estados federados estaban gravemente endeudados debido a los gastos de la guerra de Independencia, lo que provocaba una grave crisis presupuestaria y tensiones políticas. El nuevo gobierno federal debía ejercer los poderes que le concedía la Constitución y afrontar el pago de la deuda con sus acreedores internacionales, demostrando solvencia y fiabilidad. La principal fuente de ingresos federales fueron los derechos aduaneros. Dos leyes, aprobadas el 4 y 5 de agosto de 1790, nacionalizaron las deudas estatales y los estados fueron rescatados por la Unión. El 25 de febrero de 1791 se fundó el Primer Banco de los Estados Unidos para canalizar la gestión financiera y vehicular la política económica. El 2 de abril de 1792, el Coinage Act («Ley de la Moneda») creó una casa de la moneda y fue establecida la nueva moneda federal: el dólar estadounidense.
La Ley de Residencia de 1790, que Washington firmó, autorizó al presidente para seleccionar la ubicación específica de la sede permanente del gobierno, que se encontraría a lo largo del río Potomac. La ley autorizó al presidente a designar tres comisionados para estudiar y adquirir bienes para este asentamiento. Washington supervisó personalmente este esfuerzo a lo largo de su mandato. En 1791, los comisionados nombraron la sede permanente de gobierno como «La ciudad de Washington en el territorio de Columbia» en honor a Washington. En 1800, el territorio de Columbia se convirtió en el Distrito de Columbia cuando el gobierno federal se trasladó al lugar, de acuerdo a las disposiciones de la ley de residencia.

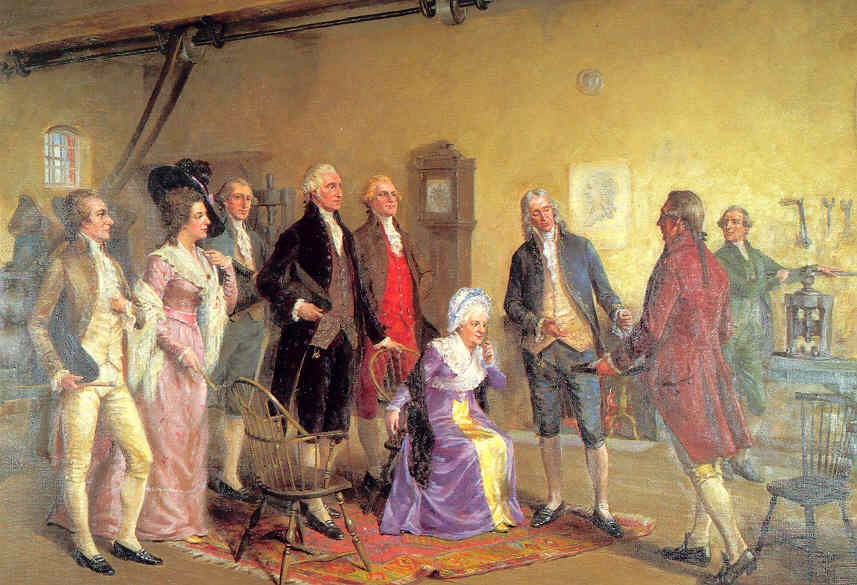
Washington y su esposa acuden junto a Hamilton y Jefferson a la primera acuñación de un dólar en la Casa de la Moneda de Filadelfia, John Ward Dunsmore.

En 1791, el Congreso impuso un impuesto especial sobre las bebidas alcohólicas, lo que provocó protestas en los distritos fronterizos, especialmente Pensilvania. En 1794, después de que Washington ordenara a los manifestantes a comparecer ante el tribunal del distrito de EE. UU., las protestas se convirtieron en disturbios a gran escala conocidos como la Rebelión del Whiskey. El ejército federal era demasiado pequeño como para ser utilizado, por lo que Washington invocó la Ley de la policía de 1792 para convocar a las milicias de Pensilvania, Virginia y otros estados. Los gobernadores enviaron a las tropas y Washington tomó el mando, marchando a los distritos rebeldes. No hubo lucha, pero la acción enérgica de Washington demostró que el nuevo gobierno podía protegerse en cualquier eventualidad. También fue una de las dos veces que un presidente, personalmente, utilizó su mando militar en campaña. Estos eventos marcaron la primera vez bajo la nueva Constitución que el gobierno federal utilizaba la fuerza militar para ejercer su autoridad sobre los estados y los ciudadanos.
En lo que se refiere a la expansión de la frontera occidental al Territorio del Noroeste, Washington siempre criticó a los conquistadores que buscaban someter a los indios por la fuerza. Defendió la idea de incluirlos en la civilización moderna mediante la educación, la financiación y apoyo material. Sin embargo, Washington no tuvo reparos en reprimir las sublevaciones indias, como las ocurridas en el territorio de Ohio en 1791 y 1794, que concluyeron con el Tratado de Greenville en 1795, por el cual los indios cedían tierras en Ohio, Míchigan e Indiana.

#### Política exterior

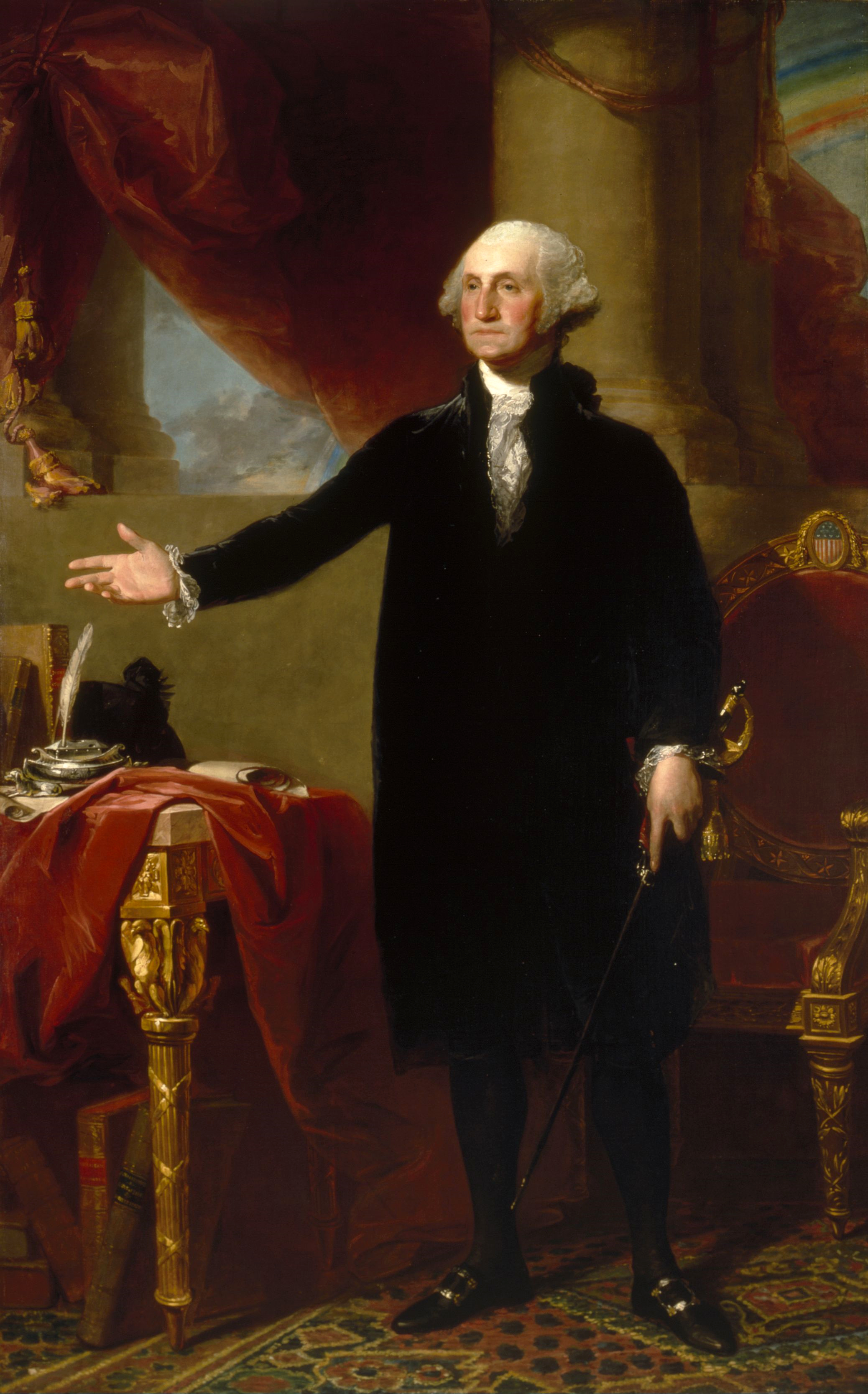
George Washington, por Gilbert Stuart en 1796.

Marruecos fue el primer país en reconocer a los Estados Unidos en 1777, y Washington le escribió al sultán Mohammed III en reconocimiento al tratado de paz y amistad firmado en Marrakech en 1787.
A pesar de que España había ayudado a los patriotas en la guerra, no reconoció a los Estados Unidos rápidamente, por miedo a que el movimiento se extendiera a sus territorios americanos. Sin embargo, en 1785, Carlos III de España nombró al primer embajador en los Estados Unidos, el comerciante Diego de Gardoqui. El 27 de octubre de 1795, España y Estados Unidos firmaron el Tratado de San Lorenzo. El acuerdo fijaba la frontera mutua en el río Misisipi, lo que abrió la navegación del río y el puerto de Nueva Orleans al comercio estadounidense. Ello también beneficiaba a España, ya que le permitía maximizar sus ingresos fiscales gracias al cultivo del algodón.
Cuando estalló la Revolución francesa en 1789, la opinión estadounidense se mostró favorable a los revolucionarios en recuerdo del apoyo francés en la guerra. Sin embargo, cuando se declaró la guerra franco-británica en 1793, la clase política y la opinión pública se dividieron fuertemente. Los federalistas simpatizaban con los británicos y los republicanos con los franceses. George Washington se decantó por una política de neutralidad (Declaración del 22 de abril de 1793) que fue desafiada por ambas partes.
En 1793, el gobierno revolucionario de la Primera República Francesa envió al diplomático Charles Edmond Genêt a EE. UU. Genêt emitió patentes de corso y represalia a los buques estadounidenses para que pudieran capturar los buques mercantes británicos. Trató de utilizar el sentimiento revolucionario popular en favor de la participación estadounidense en la guerra de Francia contra Gran Bretaña mediante la creación de una red de sociedades demócrata-republicanas en las principales ciudades. Washington rechazó esta interferencia en los asuntos internos, exigió la retirada del embajador Genêt al gobierno francés y denunció a sus sociedades. El presidente Washington envió a los franceses en su colonia de Haití una cantidad significativa de armas de guerra y 400 000 USD en dinero en un esfuerzo por sofocar la rebelión de esclavos haitianos.
Hamilton y Washington diseñaron el Tratado Jay para normalizar las relaciones comerciales con Gran Bretaña, para retirarse de los fuertes del oeste y resolver las deudas financieras remanentes de la Revolución. John Jay negoció y firmó el tratado el 19 de noviembre de 1794. El apoyo jeffersoniano a Francia hizo que atacara fuertemente el tratado. Washington y Hamilton, sin embargo, movilizaron a la opinión pública y ganaron la ratificación en el Senado, haciendo hincapié en el apoyo de Washington. Los británicos acordaron apartarse de sus fuertes en torno a los Grandes Lagos, posteriormente, la frontera entre Estados Unidos y Canadá tuvo que ser reajustada, numerosas deudas anteriores a la revolución fueron liquidadas y los británicos abrieron sus colonias de las Indias del oeste para el comercio estadounidense. Lo más importante es que el tratado retrasó la guerra con Gran Bretaña y en su lugar trajo una década de próspero comercio con ese país. El tratado enfureció a los franceses y se convirtió en un tema central en muchos debates políticos.

#### Discurso de despedida

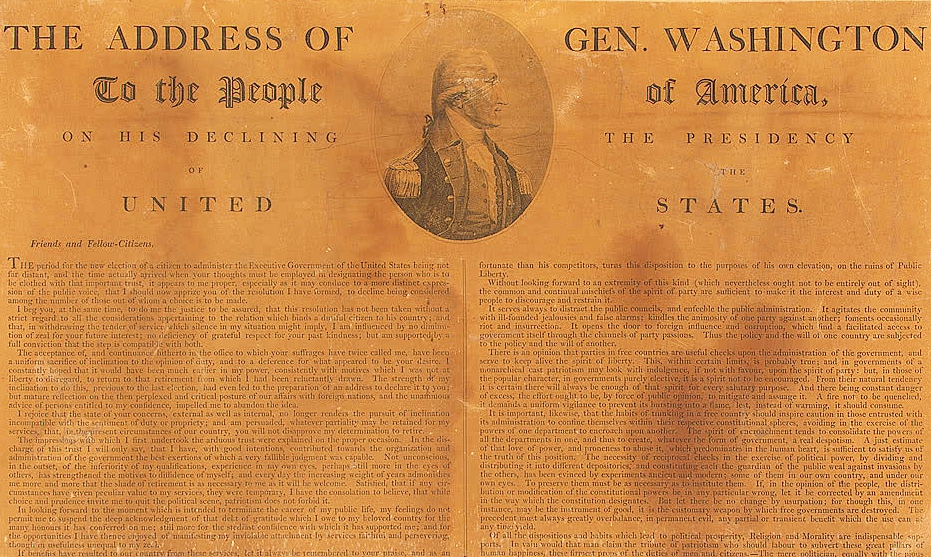
El Discurso de Despedida de Washington.

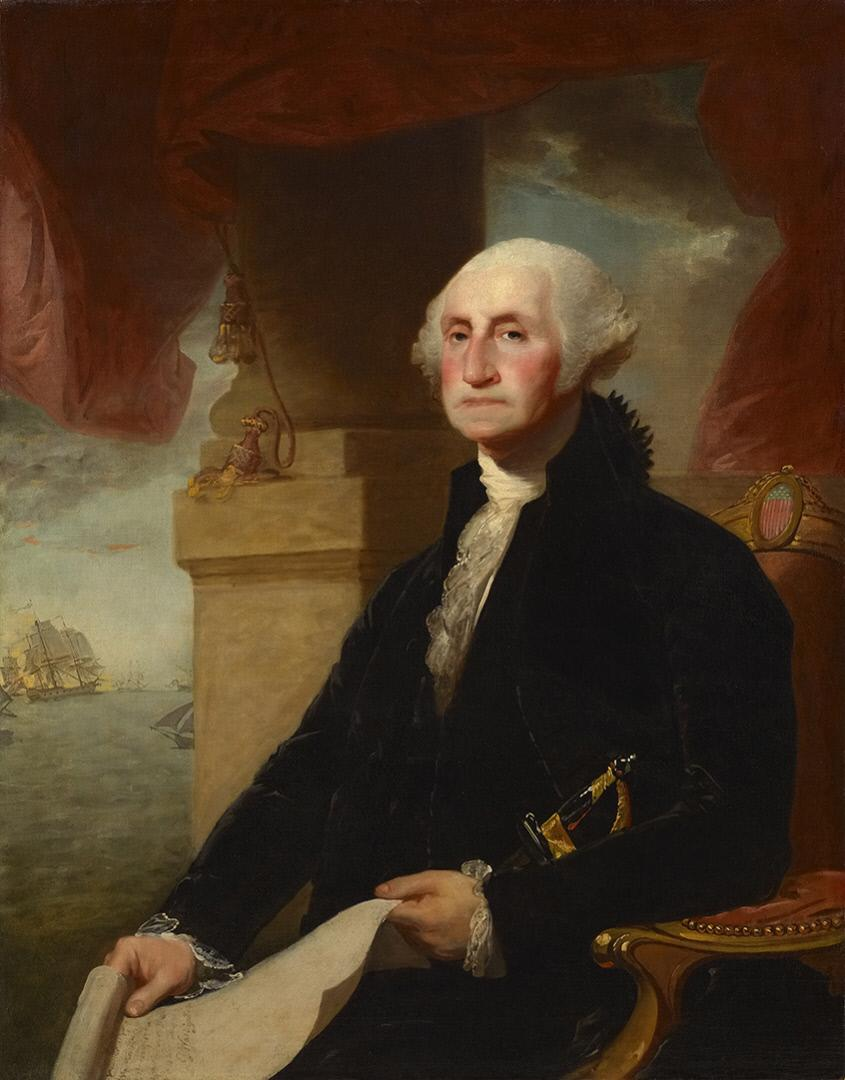
Washington por Gilbert Stuart en 1797.

El Discurso de Despedida de Washington (publicado como una carta pública en 1796) fue una de las declaraciones más influyentes de los valores políticos de Estados Unidos. Redactado principalmente por el mismo Washington, con la ayuda de Hamilton, que le dio consejos sobre la necesidad e importancia de la unión nacional, el valor de la Constitución y el Estado de Derecho, los males de los partidos políticos y las virtudes propias de un pueblo republicano. Si bien se negó a otras versiones sugeridas, que incluían la declaración de que la moralidad requiere una «religión divinamente autorizada», llamando a la moral «una fuente necesaria para un gobierno popular». También dijo: «Por mucho que se pueda conceder a la influencia de la educación refinada de mentes de estructura peculiar, la razón y la experiencia nos impiden esperar que la moralidad nacional pueda prevalecer en exclusión del principio religioso».
El Discurso de Washington advirtió contra la influencia extranjera en los asuntos internos y la injerencia norteamericana en los asuntos europeos. Advirtió contra el partidismo amargo en la política interna y pidió a los hombres a ir más allá de partidismos y servir al bien común. Advirtió contra las «alianzas permanentes con cualquier parte del mundo exterior», y dijo que Estados Unidos debe concentrarse principalmente en los intereses norteamericanos (aislacionismo). Él aconsejó la amistad y comercio con todas las naciones, pero advirtió contra la participación en las guerras europeas y entrar a largo plazo en el «enredo» de las alianzas. El Discurso rápidamente estableció los valores de América respecto a la religión y los asuntos exteriores.

### Retirada de la vida política y muerte

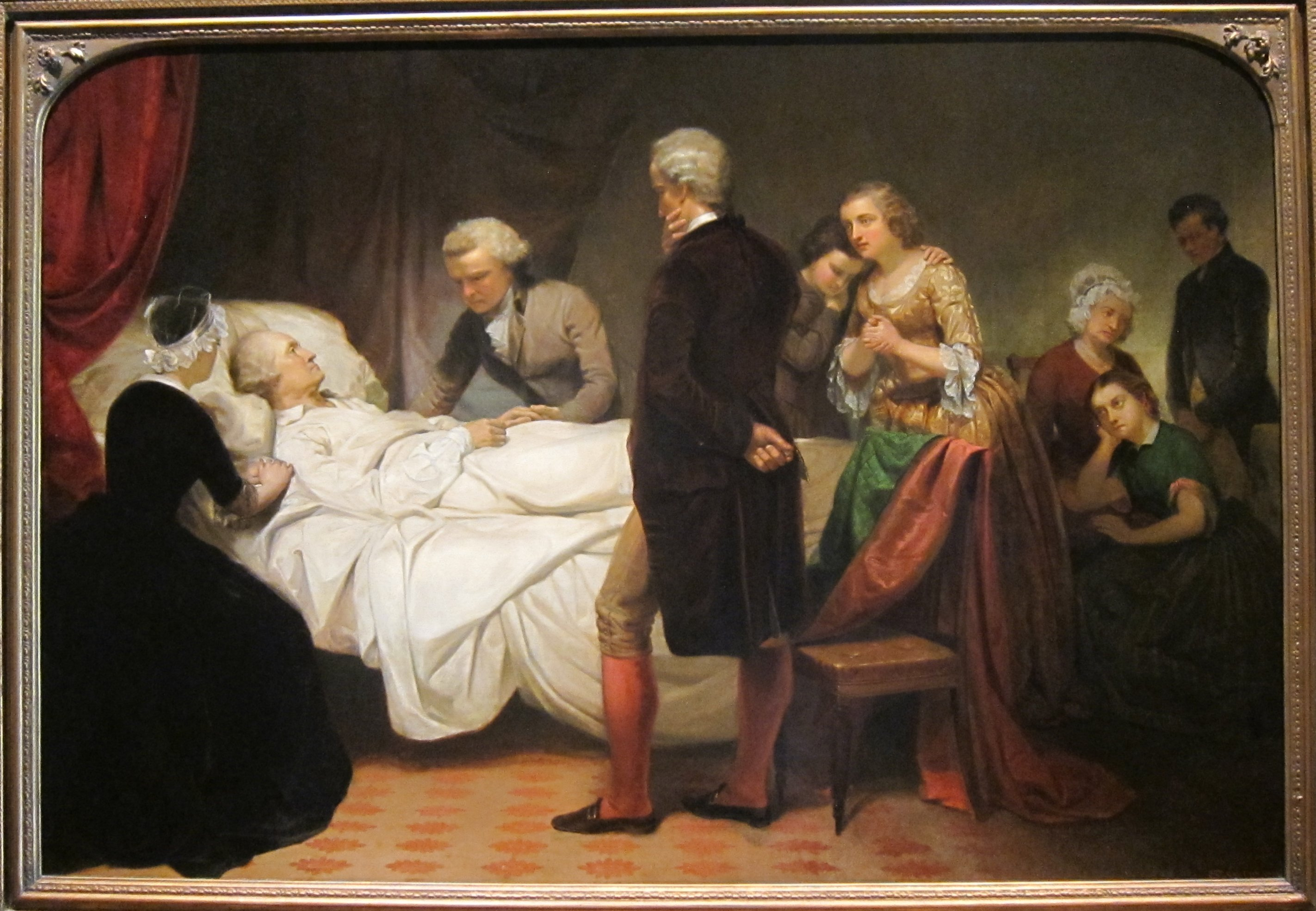
Washington en su lecho de muerte por Junius Brutus Stearns.

Después de retirarse de la presidencia en marzo de 1797, Washington regresó a Mount Vernon con un profundo sentimiento de alivio. Dedicó mucho tiempo a la agricultura.
El 4 de julio de 1798, Washington fue comisionado por el presidente John Adams a teniente general y comandante en jefe de los ejércitos que se plantearon en perspectiva de una guerra con Francia. Él sirvió como el oficial superior del Ejército de Estados Unidos entre el 13 de julio de 1798 y el 14 de diciembre de 1799. Participó en la planificación de un ejército provisional para atender cualquier emergencia que pudiera surgir, pero no salió de campaña.
El 12 de diciembre de 1799, Washington pasó varias horas inspeccionando sus fincas a caballo, en la nieve y bajo el granizo y la lluvia helada hasta tarde. Se sentó a cenar esa noche sin cambiar sus ropas mojadas. A la mañana siguiente, se despertó con un fuerte resfriado, fiebre y amigdalitis, una infección en la garganta, que se convirtió en una laringitis aguda y neumonía. Washington murió la noche del 14 de diciembre de 1799 en su casa a los 67 años de edad, mientras le asistían el Dr. James Craik, uno de sus más cercanos amigos, el Dr. Gustav Richard Brown, el Dr. Eliseo C. Dick y Tobias Lear V, su secretario personal. Lear después recogió una nota en su diario, en la que escribió que las últimas palabras de Washington fueron «Está bien». Médicos modernos creen que Washington murió en gran parte debido a su tratamiento, que incluyó calomelanos y sangrías, resultando en una combinación de choque hipovolémico debido a la pérdida de cinco pintas de sangre (2.4 litros), así como la asfixia y deshidratación.
En todo el mundo hubo luto por la muerte de Washington. El primer cónsul Napoleón Bonaparte ordenó diez días de luto en toda Francia. En los Estados Unidos, miles llevaron ropas de luto durante meses. Para proteger su privacidad, Martha Washington quemó la correspondencia entre su marido y ella después de su muerte. Solo tres cartas entre la pareja han sobrevivido. El 18 de diciembre de 1799, el funeral se celebró en Mount Vernon, y Washington fue enterrado en una tumba en la finca.

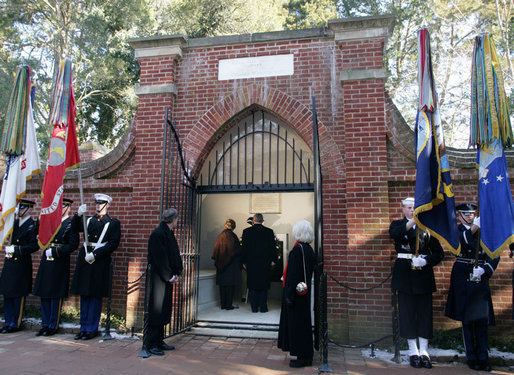
Tumba de George Washington en Mount Vernon.

El Congreso aprobó una resolución conjunta para construir un monumento de mármol en el Capitolio de los Estados Unidos para que albergara su tumba, con el apoyo de Martha. En diciembre de 1800, la cámara de Estados Unidos aprobó una ley de créditos por doscientos mil dólares estadounidenses para construir el mausoleo, que iba a ser una pirámide que tenía una base de 30 m². La oposición al plan de los estados del sur derrotó la medida porque pensaban que era mejor que su cuerpo permaneciera en Mount Vernon.
En 1831, con motivo del centenario de su nacimiento, un sepulcro nuevo fue construido para recibir sus restos. Ese año, se hizo un intento por robar el cuerpo de Washington, pero resultó infructuoso. A pesar de ello, un comité conjunto del Congreso a principios de 1832 debatió el traslado del cuerpo de Washington de Mount Vernon a una cripta en el Capitolio, construida por Charles Bullfinch en la década de 1820. Una vez más, la oposición del sur demostró ser muy intensa, antagonizado por una brecha cada vez mayor entre el Norte y el Sur. El congresista Wiley Thompson de Georgia expresó el temor de los sureños cuando dijo:

Eliminar los restos de nuestro venerado Washington de su asociación con los restos de su esposa y sus antepasados, de Mount Vernon y de su estado natal, y depositarlos en esta capital, y luego dejar que una ruptura de la Unión se produzca, y contemplar los restos de Washington en una tierra extraña a su tierra natal.
Boorstin, p. 350.

Esto terminó con cualquier conversación de los movimientos de sus restos, y fue trasladado a la nueva tumba que se construyó allí el 7 de octubre de 1837, presentado por John Struthers de Filadelfia. Después de la ceremonia, la puerta de la bóveda interior se cerró y la llave fue lanzada al río Potomac.

## Legado

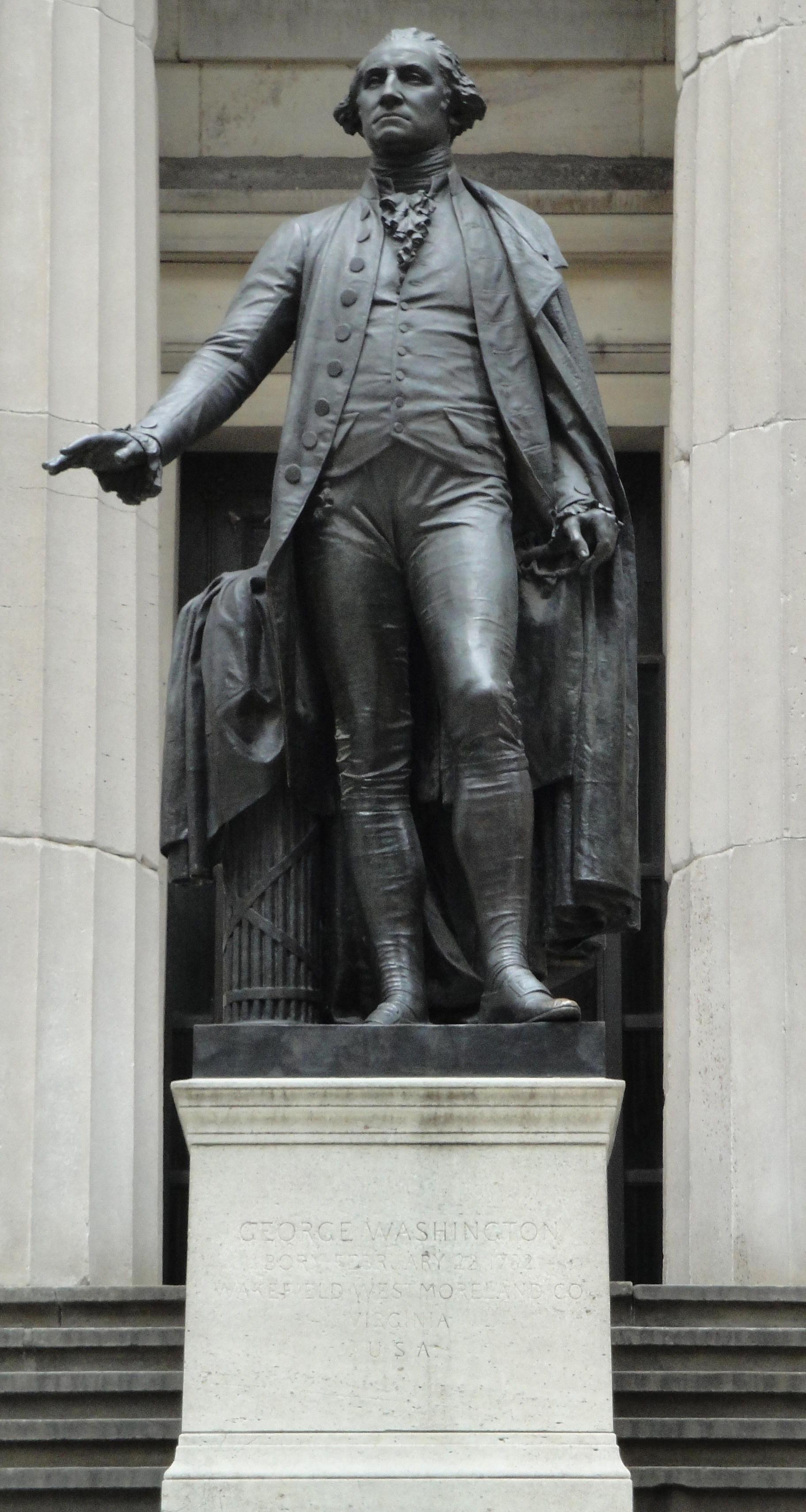
La estatua de Washington en Federal Hall. Memorial en el bajo Manhattan, Nueva York, lugar de la primera toma de posesión como presidente de Washington.

El representante Henry Lee III, un compañero de la Guerra de Independencia y padre del general Robert E. Lee de la Guerra Civil, dio el famoso elogio fúnebre de Washington de la siguiente manera:

Primero en la guerra, primero en la paz y el primero en los corazones de sus compatriotas, fue insuperable en las escenas humildes y perdurables de la vida privada. Piadoso, justo, humano, templado, sincero, uniforme, digno y sobresaliente. Su ejemplo fue tan edificante para todos a su alrededor, como igual fueron los efectos de dicho duradero ejemplo... todo correcto, el vicio se estremecía en su presencia y la virtud siempre se sintió fomentada de su mano. La pureza de su carácter privado dio fulgor a sus virtudes públicas... Tal era el hombre por el que nuestra nación está de luto.

Las palabras de Lee establecieron el principio por el cual la reputación de Washington fue abrumadoramente impresa en la memoria de América. Washington estableció muchos precedentes para el gobierno nacional y la presidencia en particular. Ya en 1778, Washington fue aclamado como el «Padre de la Patria».
Durante el año del Bicentenario de Estados Unidos, George Washington fue nombrado a título póstumo al grado de General de los Ejércitos de los Estados Unidos por la Resolución Conjunta del Congreso de Ley Pública 94-479 aprobada el 19 de enero de 1976, con fecha de la cita efectiva de 4 de julio de 1976. Con ello, se restauró la posición de Washington como el oficial militar de más alto rango en la historia de EE. UU.

#### Memoria

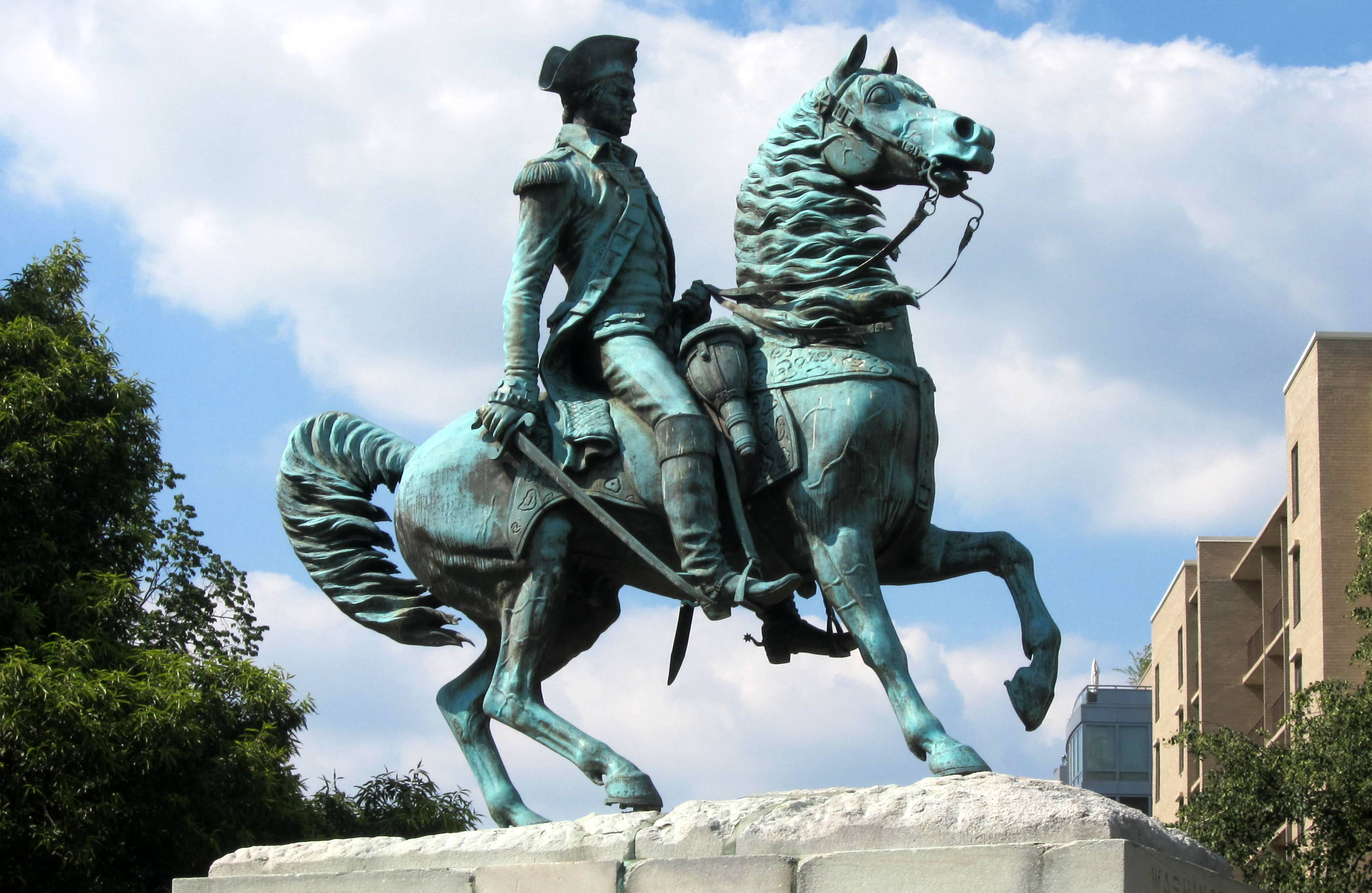
Estatua ecuestre (1860, Clark Mills) en Washington Circle, Washington, DC.

Hoy en día, la cara de Washington y su imagen a menudo se utilizan como símbolos nacionales de los Estados Unidos, junto con iconos como la bandera y el escudo. Él aparece en la moneda actual, incluido el billete de un dólar y la moneda de cuarto de dólar, y en los sellos postales de los EE. UU. Junto con su aparición en la primera expedición de sellos postales por la Oficina Postal de los EE. UU. en 1847, Washington ha estado representado en los sellos postales de EE. UU. más que todos los demás estadounidenses notables juntos, como Abraham Lincoln y Benjamín Franklin. Washington, junto con Theodore Roosevelt, Thomas Jefferson y Abraham Lincoln, es representado en piedra en el monumento del Monte Rushmore. El Monumento a Washington, uno de los lugares más conocidos de América, fue construido en su honor. The George Washington Masonic National Memorial en Alexandría, Virginia, fue construido entre 1922-1932 con contribuciones voluntarias de los 52 órganos locales de gobierno de los masones en los Estados Unidos.
Muchas cosas se han nombrado en honor de Washington. El nombre de Washington se convirtió en el de la capital del país, Washington D. C., una de las dos capitales de todo el mundo que lleva el nombre de un presidente de Estados Unidos (la otra es Monrovia, Liberia). El estado de Washington es el único estado que lleva el nombre de un americano (Maryland, Virginia, Carolina del Norte, Carolina del Sur y Georgia toman su nombre en honor de los monarcas británicos, Luisiana de un rey francés y Pensilvania y Delaware de súbditos británicos). La Universidad George Washington y la Universidad Washington en San Luis en Misuri fueron nombradas en su honor, al igual que la Universidad Washington y Lee (a veces «Washington Academy»), que fue rebautizada por las donaciones de Washington en 1796. Innumerables ciudades y pueblos de América cuentan con una calle de Washington entre su callejero.
En el Gran Sello de los Estados Confederados de América, George Washington ocupa una prominente posición, a caballo, en la misma posición que una estatua suya en Richmond (Virginia). Actualmente la Marina de los Estados Unidos tiene en servicio un portaaviones con capacidad nuclear llamado USS George Washington.
Londres acoge una estatua de pie de Washington, una de las 22 réplicas idénticas de bronce existentes. Sobre la base de la estatua de mármol original de Jean Antoine Houdon en la Rotonda del Capitolio del Estado en Richmond, Virginia, el duplicado se le dio a los británicos en 1921 por la Commonwealth de Virginia. Se encuentra en frente de la National Gallery en Trafalgar Square.

Washington en los símbolos de Estados Unidos
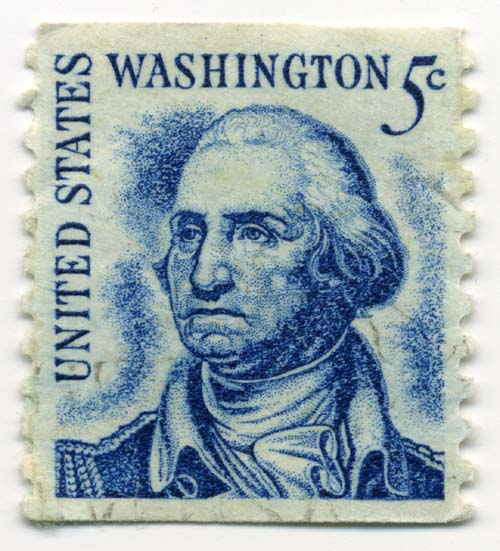
En un sello de 1966.
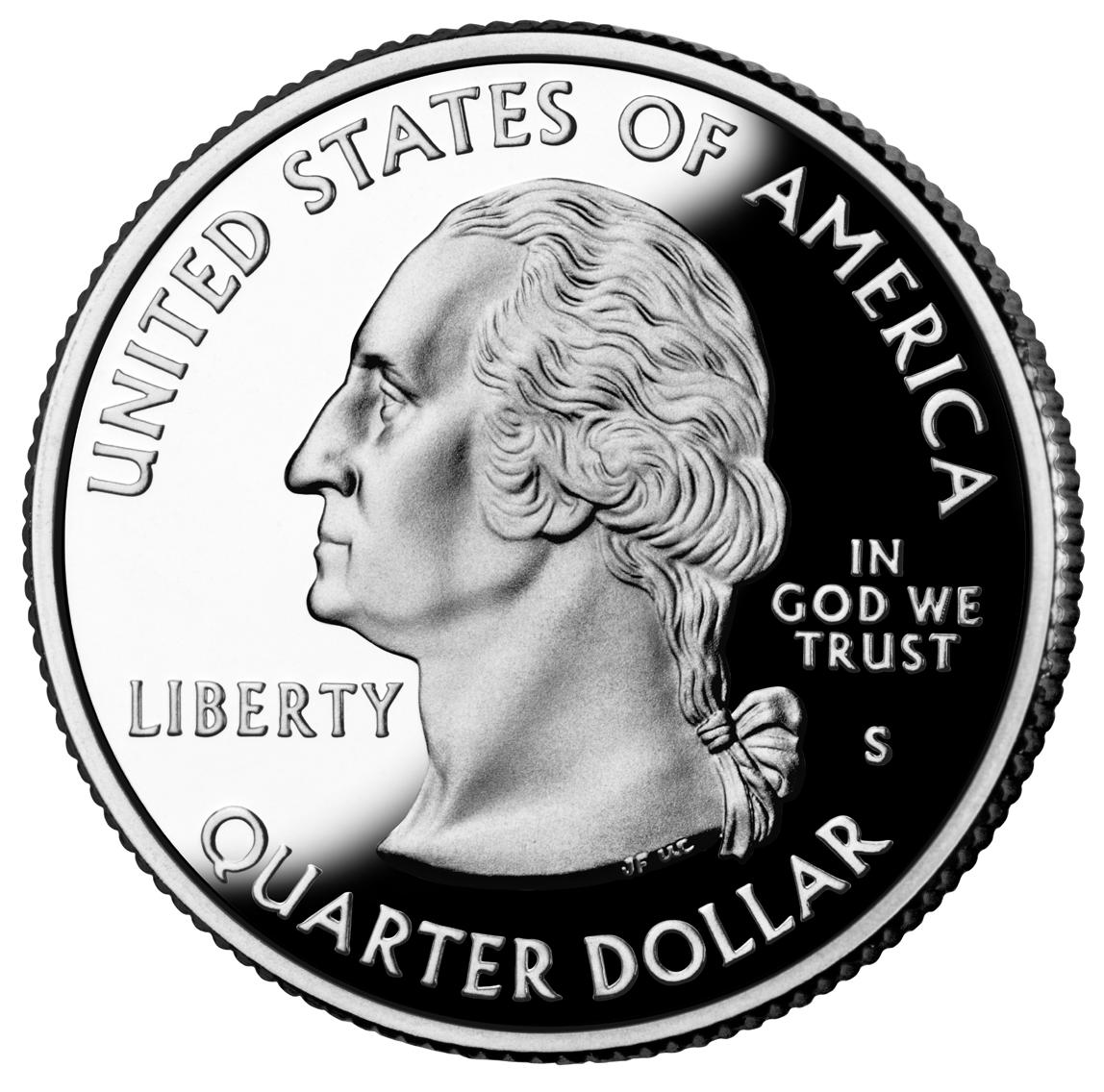
Un cuarto de dólar estadounidense.
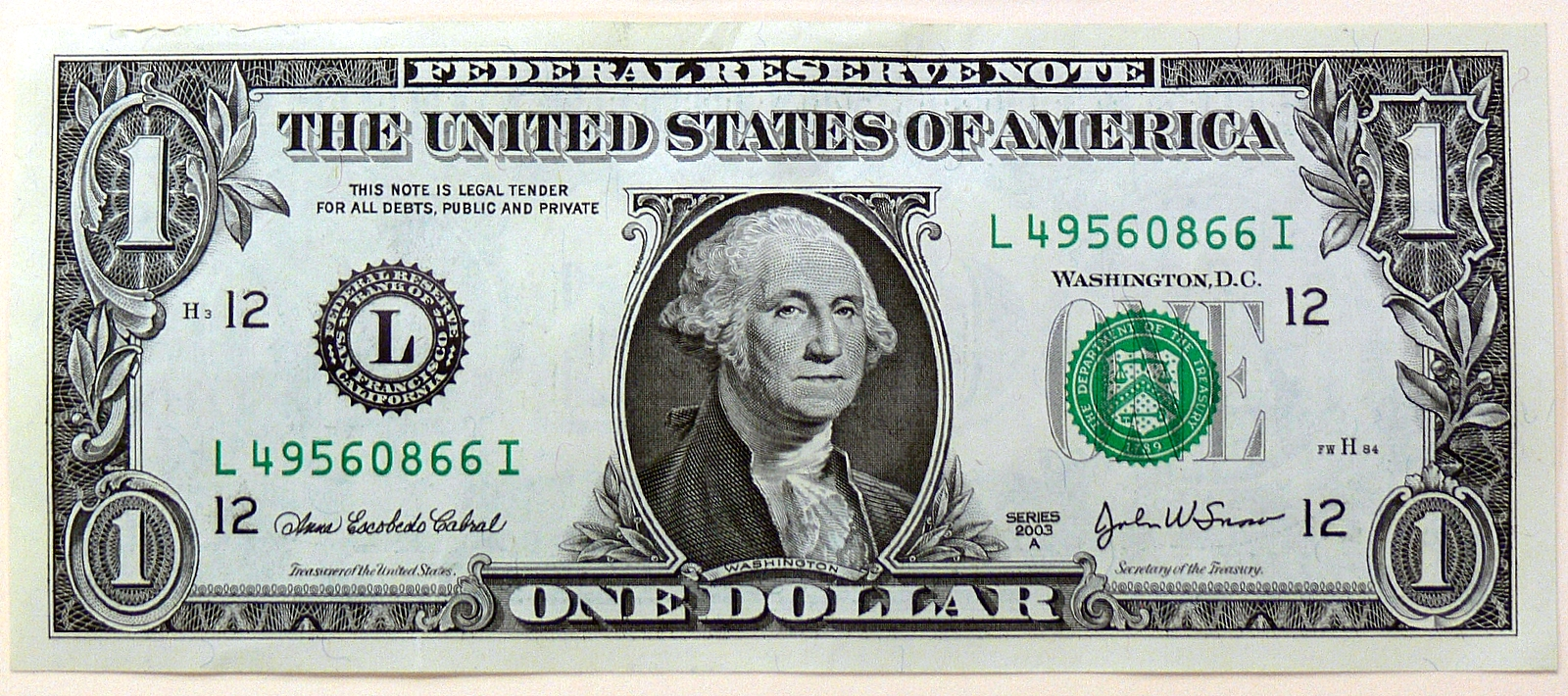
Billete de un dólar con la efigie de Washington.
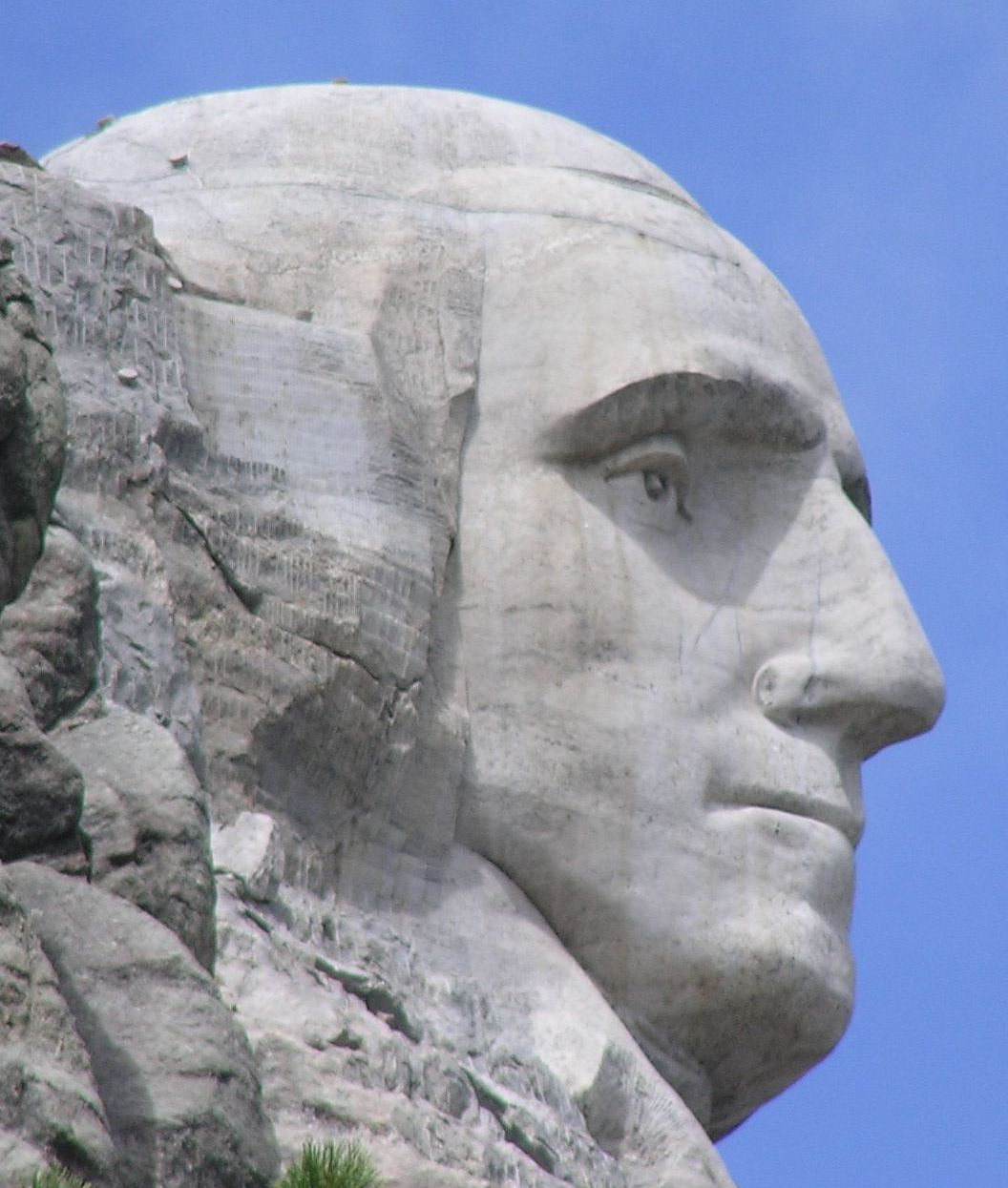
En el Monte Rushmore.
Bandera del estado de Washington.

## Vida privada

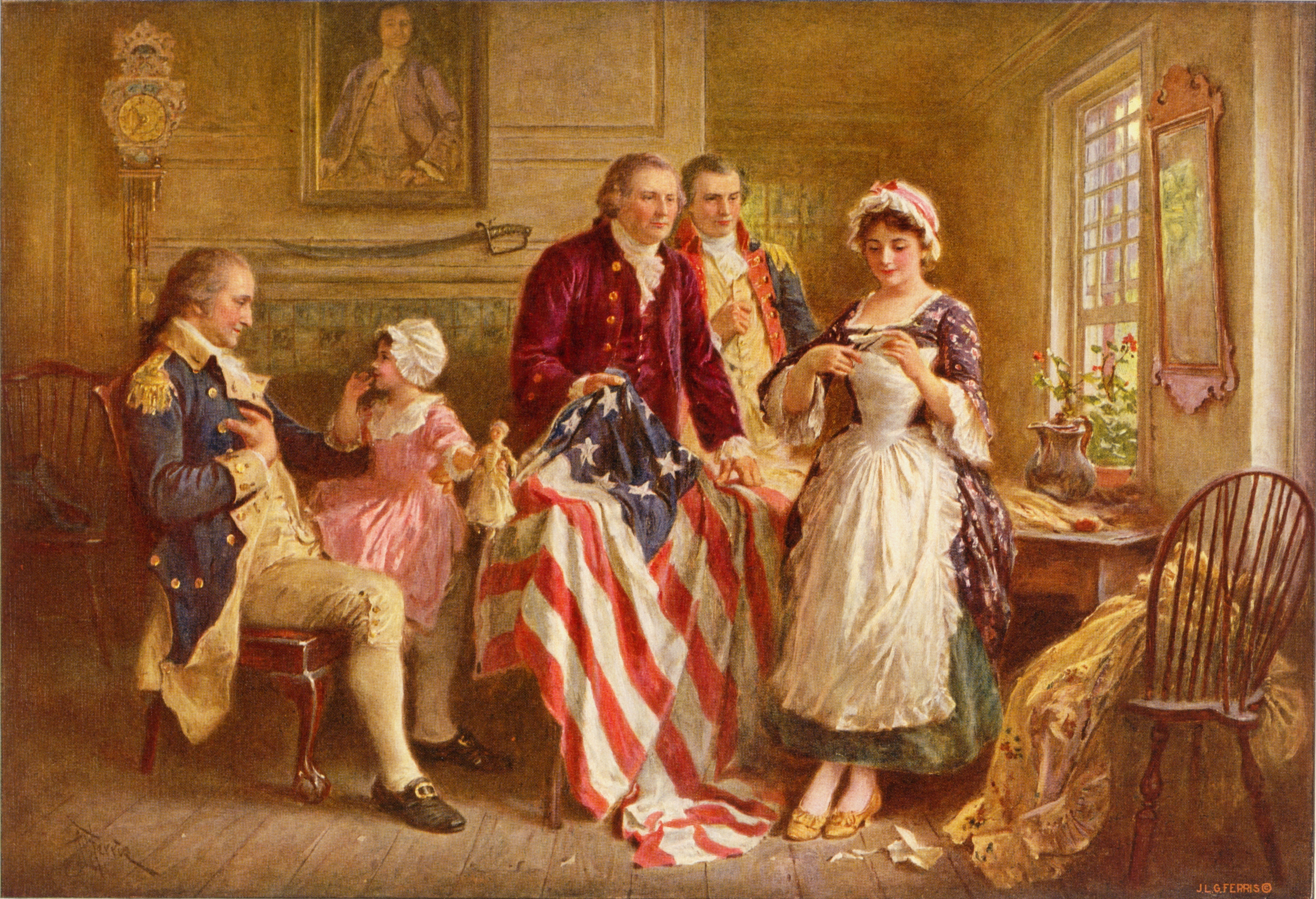
Washington en una escena familiar (Betsy Ross), Jean Leon Gerome Ferris, 1777.

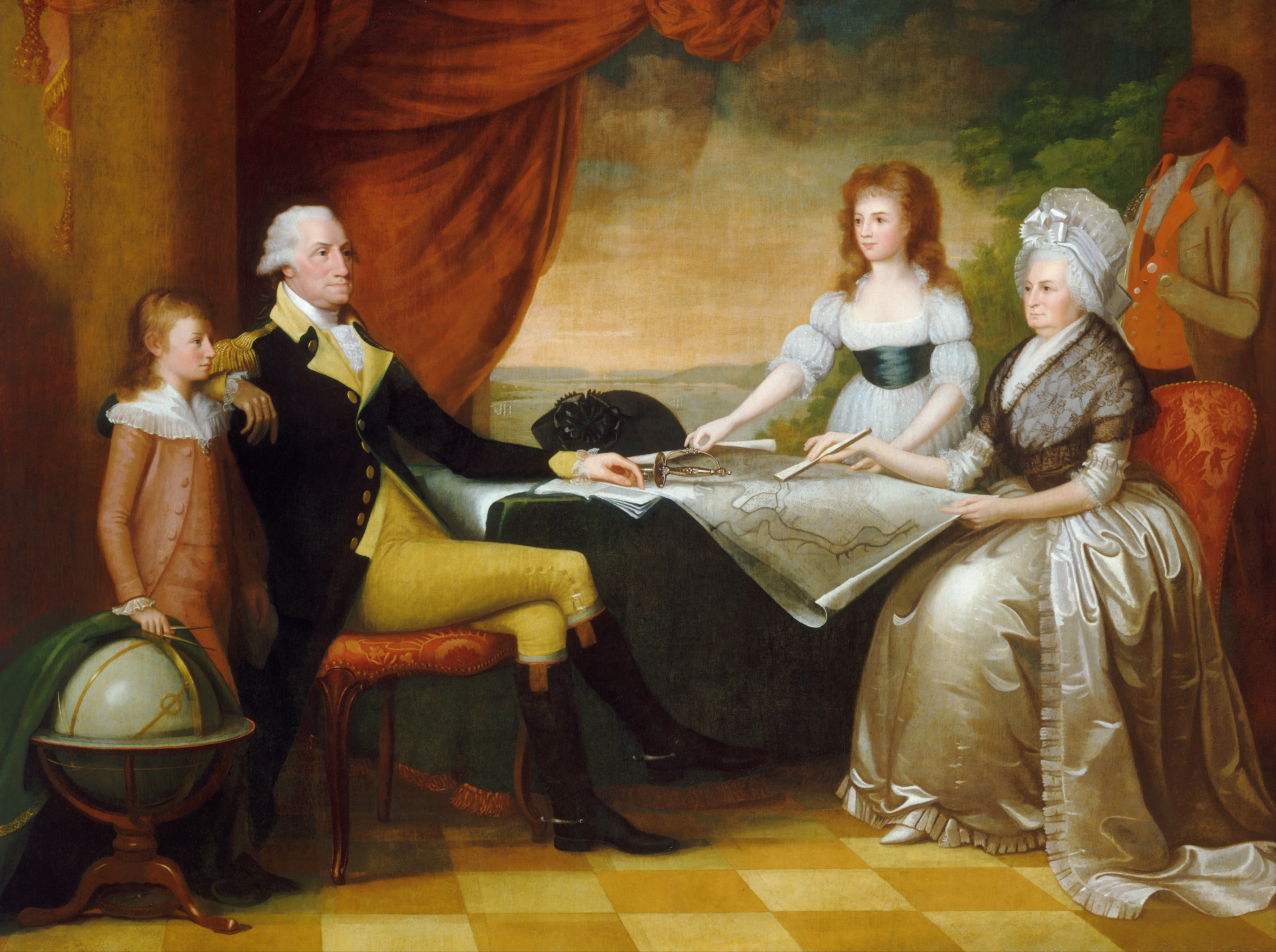
Familia de George Washington, por Edward Savage, 1796.

Junto con la familia biológica de Marta, como se ha señalado anteriormente, George Washington tenía una estrecha relación con su sobrino y heredero Bushrod Washington, hijo del hermano más joven de George, John Augustine Washington. Bushrod se convirtió en Juez Asociado de la Corte Suprema de los Estados Unidos después de la muerte de George.
Cuando era joven, Washington tenía el pelo rojo. Era difícil que pasara desapercibido, medía cerca de 1.9 m (hay muchas estimaciones de su peso), más alto que la mayoría de sus contemporáneos. Un mito popular es que llevaba una peluca, ya que estaba de moda entre sus contemporáneos. Washington no usaba peluca, sino que llevaba el pelo empolvado, como se representa en varios retratos, entre ellos el conocido retrato inacabado de Gilbert Stuart.
Washington tuvo problemas con sus dientes durante toda su vida. Perdió un diente adulto la primera vez cuando tenía veintidós años y solo le quedaba uno en el momento en que fue elegido presidente. John Adams afirma que los perdió porque los utilizó para romper las nueces de Brasil, pero los historiadores modernos sugieren que el óxido de mercurio (II), que le dieron para tratar enfermedades como la viruela y la malaria, probablemente contribuyó a la pérdida. Tenía varios juegos de dientes postizos hechos, cuatro de ellos por un dentista llamado John Greenwood. Contrariamente a la creencia popular, ninguno de los conjuntos estaba hecho de madera. El conjunto que se hizo cuando asumió la presidencia fue tallado en marfil de elefante y de hipopótamo, que se colocaron junto con resortes de oro. El marfil de hipopótamo fue utilizado para la placa, en la que dientes humanos reales se insertaron con restos de caballo y burro. Los problemas dentales dieron a Washington un dolor constante, para lo cual tomó láudano. Esta angustia puede ser evidente en muchos de los retratos pintados mientras él aún estaba en funciones, entre ellas la que todavía se utiliza en el billete de un dólar.
Uno de los mitos más duraderos sobre George Washington tuvo que ver con la tala de unos árboles de cerezo de su padre y, cuando se le preguntó sobre ello, utilizó la famosa frase «No puedo mentir, lo hice con mi hacha pequeña». No hay evidencia de que esto ocurriera. Es probable que sea un mito, pero aún es importante dentro de la cultura estadounidense, y la frase «I cannot tell a lie» («No puedo mentir») es ya un cliché, un símbolo de Washington y la honradez con la que actuaron los que fundaron Estados Unidos de América. Es, junto con otras, parte de un libro de relatos míticos escrita por Mason Weems que hizo de Washington una figura legendaria en tiempos de guerra más allá de sus logros reales.

## Washington y la esclavitud
El comercio de esclavos continuó durante toda la vida de George Washington. A la muerte de su padre en 1743, él tenía 11 años de edad y heredó 10 esclavos. En el momento de su matrimonio con Martha en 1759, él tenía por los menos 36 de propiedad privada (la viuda aportó de la herencia de su primer marido al menos 85 «esclavos de dote» a Mount Vernon). Con la gran riqueza de su esposa compró tierras, triplicando el tamaño de la plantación y los esclavos adicionales para cultivarlas. En 1774, pagó impuestos sobre 135 esclavos (esto no incluye la dote). El último registro de una compra de esclavos suya fue en 1772, aunque más tarde recibió algunos esclavos en pago de deudas. Washington también utilizaba sirvientes blancos.
Washington y su esposa eran estrictos propietarios de esclavos. Al igual que en otras plantaciones de la época, los esclavos de George Washington trabajaban de sol a sol, unas 18 horas al día, a menos que estuvieran heridos o enfermos, y eran azotados por intento de fuga y otros delitos. Rara vez aceptaba la enfermedad como una razón aceptable para dejar de trabajar, y a veces fustigaba él mismo a las mujeres embarazadas, acusándolas de mentir sobre su estado.

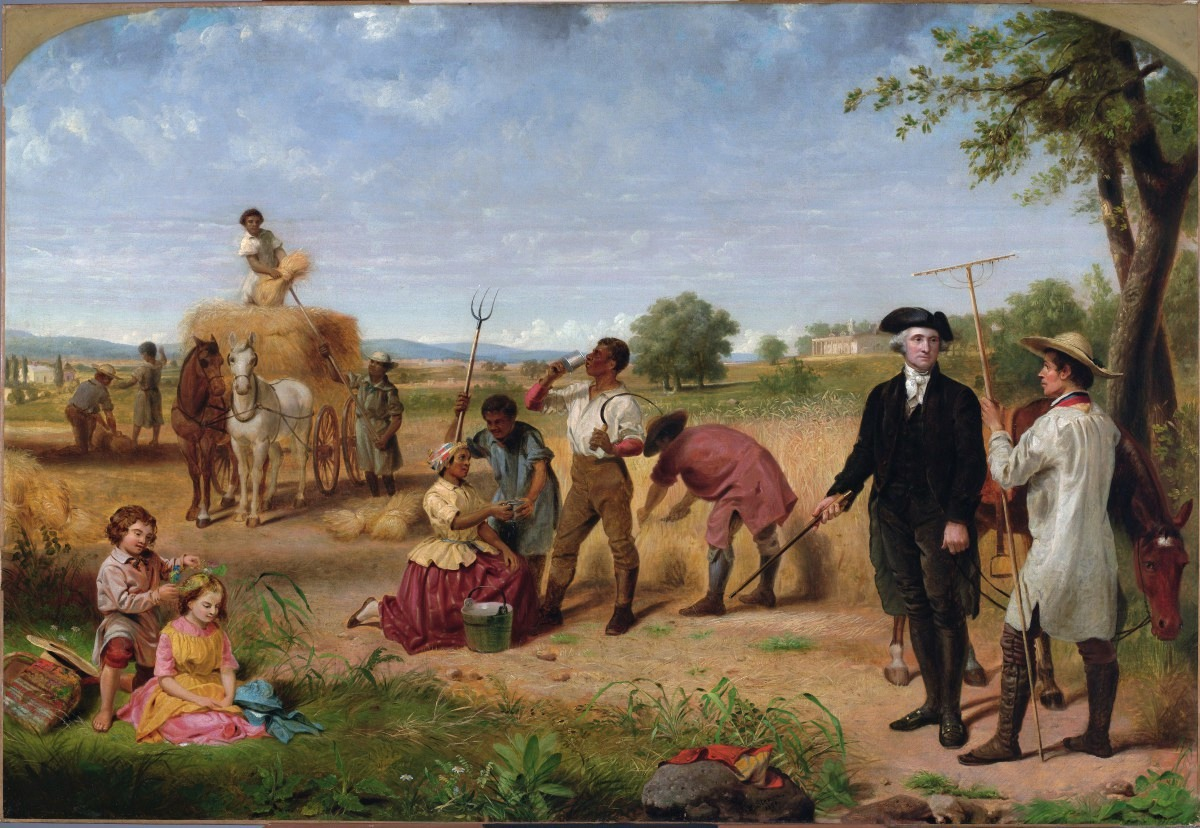
Washington como granjero en Mount Vernon. Junius Brutus Stearns, 1851, Museo de Bellas Artes de Virginia.

En una ocasión le dijo a un capataz que «pocos negros trabajarían si no se les vigilaba constantemente», advirtiéndole que eran «perezosos y díscolos» cuando no se les trataba con firmeza. Cuando sus «esclavos huyeron con sus esposas», Washington y su esposa los consideraron «ingratos desleales». Cuando, para humillación de Washington, algunos de sus esclavos huyeron durante la Guerra de la Independencia para refugiarse con el enemigo, Washington siguió «reclamando lo que consideraba su propiedad». Según una nota británica de la época, después de la guerra Washington siguió exigiendo la devolución de los esclavos fugitivos «con toda la rudeza y ferocidad de un capataz».
Antes de la Revolución estadounidense, Washington no expresó ninguna reserva moral a la esclavitud, pero en 1786, le escribió a Robert Morris diciendo: «No hay un hombre vivo que quiera más sinceramente que yo, ver un plan adoptado para la abolición de la esclavitud». En 1778, escribió a su capataz en Mount Vernon que deseaba «conseguir que se marcharan los negros». El mantenimiento de una gran y ascendente población de esclavos en Mount Vernon no era económicamente rentable. Washington no podía vender legalmente los esclavos de dote, sin embargo, y debido a que estos esclavos habían formado descendencia con sus esclavos, no podía vender sus esclavos sin separar a familias enteras.
Como presidente, Washington llevó siete esclavos a la ciudad de Nueva York en 1789 para trabajar en la primera residencia presidencial: Oney Judge, Moll, Giles, Paris, Austin, Christopher Sheels y William Lee. A raíz del traslado de la capital nacional a Filadelfia en 1790, trajo nueve esclavos para trabajar en la Casa Presidencial: Oney Judge, Moll, Giles, París, Austin, Christopher Sheels, Hércules, Richmond y Joe Richardson. Oney Judge y Hércules escaparon a la libertad de Filadelfia y se habían frustrado intentos de fuga desde Mount Vernon por Richmond y Christopher Sheels.
Pensilvania había comenzado la abolición de la esclavitud en 1780, y estaba prohibido para los no residentes la tenencia de esclavos en el estado por más de seis meses. Si se mantenía más allá de ese período, se aplicaba la Ley de abolición gradual que daba a los esclavos el poder para liberarse. Washington argumentó en privado que su presencia en Pensilvania era solamente una consecuencia de que Filadelfia era la sede temporal del gobierno federal, y que la ley estatal no debía aplicarse a él. Por consejo de su fiscal general, Edmund Randolph, decidió que se movieran de forma sistemática los esclavos de la Casa del Presidente dentro y fuera del estado para evitar que se estableciera una residencia continua de seis meses. Esta rotación en sí misma fue una violación de la ley de Pensilvania, pero las acciones del presidente no fueron desafiadas.
Washington fue el único Padre Fundador destacado esclavista que emancipó a sus esclavos. Sus acciones fueron influenciadas por su estrecha relación con el marqués de La Fayette. Sin embargo, no liberó a sus esclavos en vida, sino que incluyó una disposición en su testamento de liberar a sus esclavos a la muerte de su esposa. En el momento de su muerte había 317 esclavos en Mount Vernon (123 propiedad de Washington, 154 «esclavos de dote» y 40 alquilados a una vecina).Martha Washington legó el esclavo personal que poseía —Elisha— a su nieto George Washington Parke Custis. Tras su muerte en 1802, sus nietos heredaron los esclavos de dote.
Se ha dicho que Washington no habló públicamente en contra de la esclavitud, porque no deseaba crear una división en la nueva república, con un tema que era sensible y polémico. Incluso si Washington se hubiera opuesto a la Ley de Esclavos Fugitivos de 1793, su veto, probablemente habría sido invalidado. (La votación del Senado no fue transcrita, pero la Cámara la aprobó abrumadoramente, 47 a 8).
El 4 de marzo de 1850, surgió la posibilidad de la secesión del Sur por la cuestión de la esclavitud, con el tiempo diferida por el Compromiso de 1850. El prominente líder del Sur, John C. Calhoun, invocó la memoria de Washington en apoyo de la causa sureña diciendo: «El ilustre sureño cuyos restos mortales reposan en la orilla occidental del Potomac era uno de nosotros, propietario de esclavos y de una plantación».

## Religión

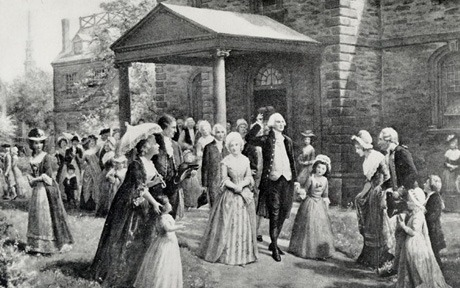
Washington saliendo de misa en la Capilla de San Pablo (Nueva York)el día de su toma de posesión en 1789, por Jennie Augusta Brownscombe.

Washington fue bautizado en la Iglesia de Inglaterra cuando tenía menos de dos meses de edad. En 1765, cuando la Iglesia de Inglaterra seguía siendo la religión del estado, formó parte de la sacristía (consejo de laicos) en su iglesia local. A lo largo de su vida, habló del valor de la justicia y de buscar y ofrecer gracias por las «bendiciones del Cielo».
De sus propios escritos se deduce que en términos prácticos era un deísta que tenía una profunda creencia y fe en la «Providencia» o una más alta «voluntad divina» que controlaba los acontecimientos humanos. Como en el calvinismo, el curso de la historia sigue un patrón ordenado y no una mera casualidad. En 1789 afirmó que el «autor del Universo» se había interpuesto activamente en favor de la Revolución Americana. Sin embargo, según un historiador, Paul F. Boller Jr, Washington nunca hizo el intento de personalizar sus propios puntos de vista religiosos o expresar cualquier apelación a pasajes bíblicos. El planteamiento de Boller dice que «las alusiones de Washington a la religión están casi totalmente ausentes del fondo de sus opiniones.»

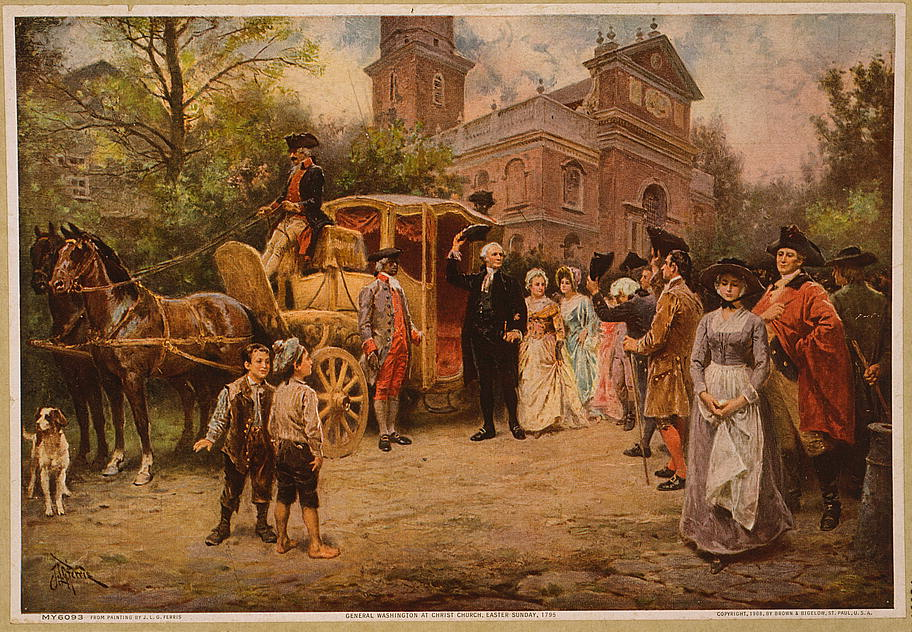
Washington sale de misa en la Christ Church de Filadelfia, Jean-Léon Gérôme Ferris.

En una carta a George Mason en 1785, Washington escribió que él no estaba entre los alarmados por un proyecto de ley «haciendo que la gente pague en ayuda de la religión que profesa», pero consideró que era «poco político» aprobar esa medida y deseaba que nunca se hubiera propuesto, creyendo que sería perturbar la tranquilidad pública.
Su hija adoptiva, Eleanor «Nelly» Custis Lewis, declaró: «He oído [a la madre de Nelly, Eleanor Calvert Custis, que residió en Mount Vernon dos años] decir que el general Washington siempre recibió el sacramento con mi abuela [Martha Washington] antes de la revolución». Washington con frecuencia acompañaba a su esposa a los servicios de la iglesia cristiana, sin embargo, no hay ningún registro que pruebe que hubiera tomado la comunión. Él podría haber dejado regularmente los servicios antes del sacramento de la comunión como los demás no comulgantes (como era costumbre en ese momento), hasta que, después de haber sido amonestado por un párroco, dejó de asistir todos los domingos a la comunión. Antes de la comunión, los creyentes eran amonestados a hacer un balance de su vida espiritual y no participar en la ceremonia a menos que se encontraran en la voluntad de Dios. Los historiadores y biógrafos continúan debatiendo el grado en el que se puede contar como cristiano y el grado en que era un deísta.

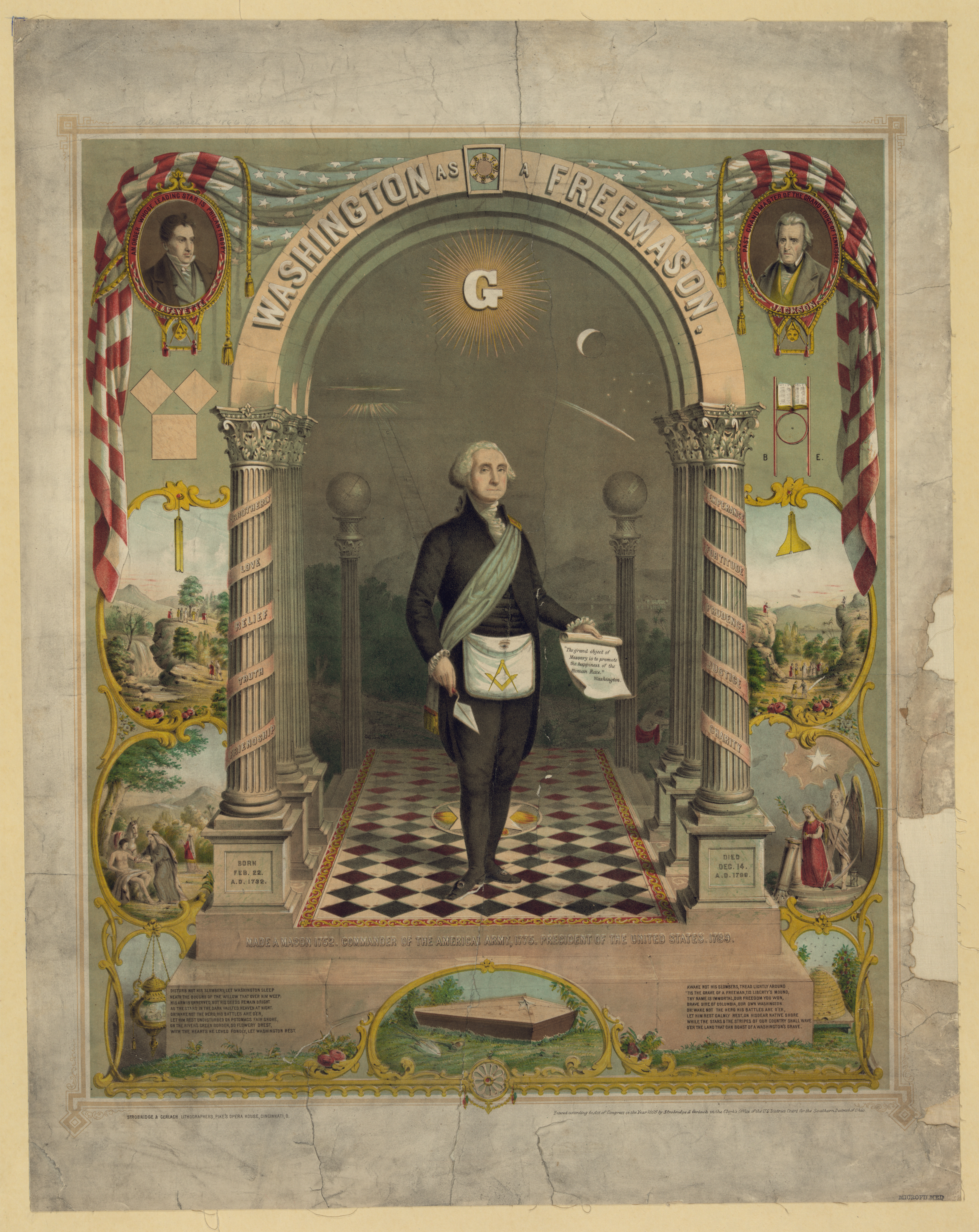
Washington representado como un maestre masón.

En 1750 tuvo que firmar una declaración anticatólica para poder servir en la milicia: «Yo ... declaro que no hay transubstanciación en el sacramento de la cena del Señor o en los elementos del pan y el vino en o después de la consagración de los mismos por cualquier persona». Sin embargo, sus relaciones con la Iglesia católica fueron buenas. En 1775 ordenó que sus tropas no mostraran sentimientos anticatólicos por la quema en efigie del papa en la Noche de Guy Fawkes. Se sabe que asistió habitualmente a oficios católicos en iglesias como Santa María y San Agustín de Filadelfia mientras estuvo en esa ciudad y apoyó la construcción de iglesias católicas como San Pedro de Manhattan y la Basílica de la Asunción de la Virgen María en Baltimore, frente a las autoridades locales que lo impedían. Igualmente mantuvo correspondencia y amistad con prelados católicos como el obispo John Carroll y el sacerdote jesuita Leonard Neale de esta última ciudad.
Fue uno de los primeros en hablar de la tolerancia religiosa y la libertad de religión. Cuando contrataba obreros para Mount Vernon, le escribió a su agente: «Si son buenos trabajadores, pueden ser de Asia, África o Europa, pueden ser musulmanes, judíos, cristianos o de cualquier secta, o pueden ser ateos». En 1790, escribió una respuesta a una carta de la Sinagoga Touro, en la que dijo que mientras las personas permanecieran como buenos ciudadanos, no tenían que temer la persecución por tener diferentes creencias o religiones. Esto fue un alivio para la comunidad judía de los Estados Unidos, ya que los judíos habían sido expulsados o discriminados en muchos países europeos.

(...) El Gobierno de los Estados Unidos (...) no da a la intolerancia ninguna aprobación, no ayudará a la persecución. (...) Que los hijos de la estirpe de Abraham que habitan en esta tierra, sigan mereciendo y disfrutando de la buena voluntad de los demás habitantes, mientras que cada uno se sienta en condiciones de seguridad bajo su parra e higuera, no habrá quien le haga miedo. Que el Padre de toda misericordia disperse con la luz las tinieblas sobre nuestros caminos, y haga que todos nosotros en nuestras diversas vocaciones seamos útiles aquí, y en su propio tiempo y forma eternamente felices.

La Carta de Derechos de los Estados Unidos estaba en proceso de ratificación en ese momento.

## Francomasonería
El 4 de noviembre de 1752, George Washington se inició en la masonería en la logia de Fredericksburg, Virginia. El 29 de abril de 1788, fue nombrado Venerable Maestre de la Logia de Alexandría 22, y mantuvo ese cargo cuando fue elegido presidente de los Estados Unidos. En su toma de posesión, el Gran Maestre de la Gran Logia de Nueva York, Robert Livingston, administró su juramento del cargo. El 18 de septiembre de 1793, puso la primera piedra del Capitolio de los Estados Unidos usando la indumentaria masónica de Gran Maestre. El 22 de febrero se celebra anualmente el Día Internacional de la Masonería.